# Tây Ngụy
Tây Ngụy (tiếng Trung:西魏) là triều đại xuất hiện sau khi có sự tan rã của nhà Bắc Ngụy và cai trị vùng lãnh thổ miền Bắc Trung Quốc từ năm 535 tới năm 557.

## Vũ Văn Thái nắm quyền
Sau khi Hiếu Vũ Đế Nguyên Tu bị viên tướng Tiên Ti là Vũ Văn Thái giết, Nguyên Bảo Cự được lập làm Hoàng đế nhà Tây Ngụy trong khi Vũ Văn Thái trên thực tế mới là người cầm quyền. Nhà Tây Ngụy, mặc dù có lãnh thổ nhỏ hơn và dân số ít hơn của nhà Đông Ngụy nhưng vẫn có thể chống lại các cuộc tấn công từ đế quốc phía đông, bên cạnh đó do có các điều kiện kinh tế tốt hơn nên Tây Ngụy thậm chí còn có thể xâm chiếm toàn bộ phần phía tây của nhà Lương ở phía nam và chiếm đóng vùng lãnh thổ ngày nay thuộc Tứ Xuyên.
Tây Ngụy chiếm hữu đất đai tương đối rộng, đông là biên giới với Đông Ngụy, tây đến Lưu Sa, bắc đến Hà Sáo, nam đến Ba Thục, Vân Nam, Quý Châu và Lưu vực Hán Thủy. Tập đoàn thống trị Tây Ngụy chủ yếu là tập đoàn quân nhân Vũ Xuyên do Hạ Bạt Nhạc lãnh đạo và địa chủ Hán tộc ở Quan Lũng kết hợp thành, trong ấy có cả một bộ phận sĩ tộc Quan Trung. Tại Tây Ngụy, quyền lực do họ Hạ Bạt sau đó là họ Vũ Văn nắm giữ.
Năm 555, Tây Ngụy nhân cơ hội phương Nam loạn lạc chiếm đất Thục, giết Lương Nguyên Đế, cắt quận Giang Lăng cho Lương Đế Tiêu Sát (Hậu Lương, tồn tại đến năm 587) vừa hàng phục nhà Tây Ngụy.

## Xây dựng và củng cố nhà nước Tây Ngụy

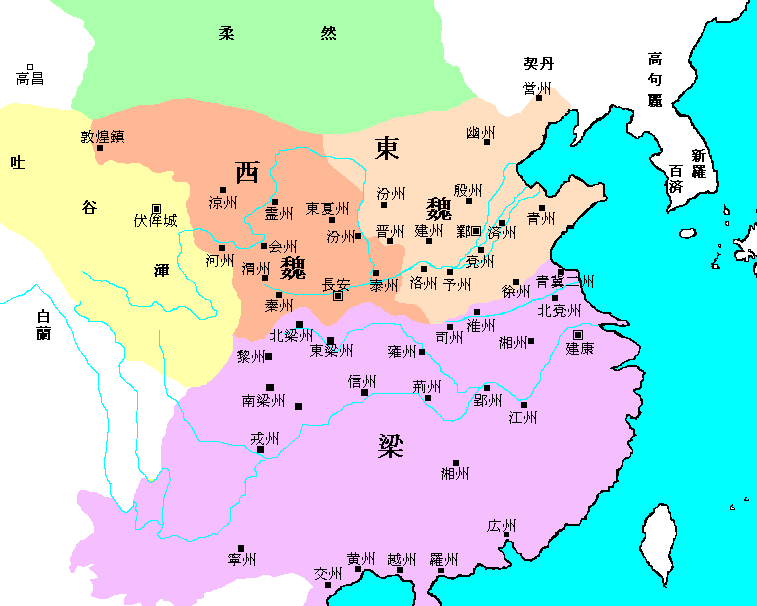
Lương
Đông Ngụy
Tây Ngụy.
Thổ Dục Hồn.
Nhu Nhiên.

Tây Ngụy chiếm giữ vùng Quan Trung đất hẹp người ít chưa đến 10 triệu dân, sau khi chính quyền Tây Ngụy tồn tại được một năm thì vùng Quan Trung xảy ra nạn đói khủng khiếp, số người đói kém chưa từng thấy, chết đến bảy tám phần mười. Cao Hoan thừa cơ hội đó mở cuộc đại tấn công quy mô, suýt nữa đã tiêu diệt được Tây Ngụy. Do vậy Vũ Văn Thái đặc biệt chú ý đến sản xuất nông nghiệp.
Năm 541, Vũ Văn Thái đề nghị Văn Đế ban hành Chiếu thư 6 điều, nhằm giảm nạn tham nhũng và lãng phí, củng cố Nhà nước:
Chiếu thư sáu điều bao gồm:
1. Thanh tâm tư: quy định các quan chức phải có tâm trong sáng, không được ham muốn quá đáng. Lấy lễ giáo của Nho gia để giáo hóa bá tánh.
2. Đôn giáo hóa: Nhà nước tăng cường mở rộng giáo dục.
3. Trạc hiền lương: tìm kiếm những người có năng lực, không kể nguồn gốc xuất thân, không đóng khung trong phạm vi môn đệ.
4. Giảm dục tụng: thận trọng về tư pháp, cấm các hình phạt tra tấn, dùng các biện pháp để ép cung.
5. Quân phu dịch: bình quân trong gánh vác sưu dịch, mọi người đều phải thực hiện các nghĩa vụ về nộp thuế và lao dịch, giới quý tộc không được trốn tránh các nghĩa vụ này.
6. Tận địa lợi: khuyến khích sản xuất nông nghiệp, khai thác hết đất đai canh tác. Quy định quan lại các nơi khi làm vụ mùa xuân thì phải đi tuần tra, bắt buộc những tráng đinh có thể cầm nông cụ đều phải ra đồng canh tác, những người đi muộn về sớm sẽ bị xử phạt.

Vũ Văn Thái cho ban hành Chiếu thư 6 điều để thi hành các chính sách về kinh tế, phát triển nông nghiệp, đảm bảo ngân sách Nhà nước, củng cố chính quyền. Quan lại phải ghi nhớ các sắc lệnh trên. Vũ Văn Thái kiến lập chế độ dự toán số thu tô thuế và chế độ hộ tịch, để đảm bảo thu nhập cho chính phủ. Trước khi ban hành Chiếu thư, năm 539, tại Kỳ Châu (tây nam Phụng Tường, Thiểm Tây), số hộ khẩu một châu không quá 3000 hộ, sau mấy năm thực hiện chiếu thư, dân số đã tăng lên 4 vạn hộ.

## Chế độ phủ binh
Thời kỳ đầu Tây Ngụy, lực lượng của Vũ Văn Thái chỉ có hơn 1 vạn quân, trong khi đó quân Đông Ngụy luôn có 30 vạn. Các tướng của Vũ Văn Thái đa phần lại là người Hán. Năm 542 Vũ Văn Thái xây dựng chế độ phủ binh, gồm có 6 trụ quốc, 12 đại tướng quân, 24 khai phủ, 48 nghi đồng (tức là xây dựng 24 đạo quân), tổng cộng 48 ngàn quân chủ lực. Người Hán được chiêu mộ xung quân. Người nào vào phủ binh được miễn sưu thuế, thoát ly hộ tịch thông thường, gia nhập hộ tịch độc lập của phủ binh. Trong 1 tháng thì có nửa tháng tập luyện, nửa tháng tuần tra. Tại Quan Trung, mối hộ tùy theo đẳng cấp, tính từ đẳng cấp thứ 6 trở lên là bậc trung và thượng sẽ chọn 1 người khoẻ mạnh có tài năng để làm phủ binh. Vũ Văn Thái ban cho các tướng lĩnh ruộng đất, nô tì, xây dựng nhà cửa, trở thành một tầng lớp quyền lực mới tại Quan Trung. Năm 543, số quân đã lên tới 10 vạn người. Chế độ phủ binh tồn tại hơn 200 năm, là chế độ quân sự quan trọng của Bắc Chu, Tùy, Đường. 
Vũ Văn Thái khác với Hiếu Văn Đế nhà Bắc Ngụy là đã biến người Hán thành người Hồ để thực hiện Hồ Hán một nhà, cải họ người Hán sang họ Hồ, người Tiên Ty được dùng tên gọi họ như cũ. Tuy nhiên khi Dương Kiên (Tuỳ Văn Đế) lên ngôi lại cho đổi họ của người Hán trong quân đội. Chính nhờ lực lượng quân sự hùng mạnh này, Vũ Văn Thái đã củng cố được quyền lực của họ Vũ Văn, thành lập nhà Bắc Chu, tạo điều kiện cho Tùy Văn Đế sau này tiến hành cuộc tấn công xuống phía nam thống nhất đất nước.

## Cải cách hình pháp
Năm 535, Tây Ngụy cho Tô Xước dựa trên luật Bắc Ngụy biên soạn những điều quan trọng những điều quan trọng nhất thành luật Đại thống thức. Tô Xước còn soạn thảo ra 24 điều luật mới là pháp quy chủ yếu của các quan viên phải tuân theo.

## Cải cách quan chế
Năm 556, Vũ Văn Thái ban hành thiết chế chính quyền mới, chia làm 6 bộ, dựa trên thiết chế nhà Chu. Vũ Văn Thái cho đặt lại các chức Tam công (Thái sư, Thái phó, Thái bảo), Tam cô (Thiếu sư, Thiếu phó, Thiếu bảo), Lục khanh (Thiên quan Trủng tể, Địa quan Tư đồ, Xuân quan Tông bá, Hạ quan Tư mã, Thu quan Tư khấu, Đông quan Tư không), xóa bỏ các chức Thừa tướng, Thượng thư, Trung thư thời Hán Ngụy. Quan chế chia làm 4 cấp: Công, Khanh, Đại phu, Sĩ. Lễ nghi trong Triều đình, xe cộ, y phục đồ dùng đều được quy định theo chế độ trong Chu Lễ. Chế độ và lễ nghi Tây Chu được khôi phục. Tuy nhiên các chế độ do Vũ Văn Thái đưa ra dựa vào các sách Thượng thư và Chu Lễ để soạn thảo ra pháp luật ban hành năm 562 có nội dung rối rắm không thích hợp.
Năm 557, cháu Vũ Văn Thái là Vũ Văn Hộ phế truất Cung Đế Nguyên Khuếch và đưa con trai Vũ Văn Thái là Vũ Văn Giác lên ngôi, kết thúc triều đại Tây Ngụy và thành lập ra triều đại Bắc Chu. 

## Các hoàng đế
|                                                 |                                                 |                                                 |                                                 |                                                 |                                                 |                             |                             |                                               |                                               |                                               |                                               |                                               |                                               |  |  |                                                  |                                                  |                                                  |                                                  |                                                  |                                                  |  |  |                                              |                                              |                                              |                                              |                                              |                                              |  |  |                                                    |                                                    |                                                    |                                                    |                                                    |                                                    |  |  |                                                             |                                                             |                                                             |                                                             |                                                             |                                                             |  |  | Thác Bạt Sách Đầu bộ                             | Thác Bạt Sách Đầu bộ                             | Thác Bạt Sách Đầu bộ                             | Thác Bạt Sách Đầu bộ                             | Thác Bạt Sách Đầu bộ                             | Thác Bạt Sách Đầu bộ                             |  |  |                                                     |                                                     |                                                     |                                                     |                                                     |                                                     |                                               |                                               | Thời kỳ tam phân                              | Thời kỳ tam phân                              | Thời kỳ tam phân                           | Thời kỳ tam phân                           | Thời kỳ tam phân                           | Thời kỳ tam phân                           |  |  |                                                  |                                                  |                                                  |                                                  |                                                  |                                                  |  |  |  |  |  |  |  |  |  |  |  |  |  |  |  |  |  |  |  |  |
|                                                 |                                                 |                                                 |                                                 |                                                 |                                                 |                             |                             |                                               |                                               |                                               |                                               |                                               |                                               |  |  |                                                  |                                                  |                                                  |                                                  |                                                  |                                                  |  |  |                                              |                                              |                                              |                                              |                                              |                                              |  |  |                                                    |                                                    |                                                    |                                                    |                                                    |                                                    |  |  |                                                             |                                                             |                                                             |                                                             |                                                             |                                                             |  |  | Thác Bạt Sách Đầu bộ                             | Thác Bạt Sách Đầu bộ                             | Thác Bạt Sách Đầu bộ                             | Thác Bạt Sách Đầu bộ                             | Thác Bạt Sách Đầu bộ                             | Thác Bạt Sách Đầu bộ                             |  |  | Đại                                                 |                                                     |                                                     |                                                     |                                                     |                                                     |                                               |                                               | Thời kỳ tam phân                              | Thời kỳ tam phân                              | Thời kỳ tam phân                           | Thời kỳ tam phân                           | Thời kỳ tam phân                           | Thời kỳ tam phân                           |  |  |                                                  |                                                  |                                                  |                                                  |                                                  |                                                  |  |  |  |  |  |  |  |  |  |  |  |  |  |  |  |  |  |  |  |  |
|                                                 |                                                 |                                                 |                                                 |                                                 |                                                 |                             |                             |                                               |                                               |                                               |                                               |                                               |                                               |  |  |                                                  |                                                  |                                                  |                                                  |                                                  |                                                  |  |  |                                              |                                              |                                              |                                              |                                              |                                              |  |  |                                                    |                                                    |                                                    |                                                    |                                                    |                                                    |  |  |                                                             |                                                             |                                                             |                                                             |                                                             |                                                             |  |  | Nam Lương                                        |                                                  |                                                  |                                                  |                                                  |                                                  |  |  |                                                     |                                                     |                                                     |                                                     |                                                     |                                                     |                                               |                                               |                                               |                                               |                                            |                                            |                                            |                                            |  |  |                                                  |                                                  |                                                  |                                                  |                                                  |                                                  |  |  |  |  |  |  |  |  |  |  |  |  |  |  |  |  |  |  |  |  |
|                                                 |                                                 |                                                 |                                                 |                                                 |                                                 |                             |                             |                                               |                                               |                                               |                                               |                                               |                                               |  |  |                                                  |                                                  |                                                  |                                                  |                                                  |                                                  |  |  |                                              |                                              |                                              |                                              |                                              |                                              |  |  |                                                    |                                                    |                                                    |                                                    |                                                    |                                                    |  |  |                                                             |                                                             |                                                             |                                                             |                                                             |                                                             |  |  |                                                  |                                                  |                                                  |                                                  |                                                  |                                                  |  |  | Bắc Ngụy                                            |                                                     |                                                     |                                                     |                                                     |                                                     |                                               |                                               |                                               |                                               |                                            |                                            |                                            |                                            |  |  |                                                  |                                                  |                                                  |                                                  |                                                  |                                                  |  |  |  |  |  |  |  |  |  |  |  |  |  |  |  |  |  |  |  |  |
|                                                 |                                                 |                                                 |                                                 |                                                 |                                                 |                             |                             |                                               |                                               |                                               |                                               |                                               |                                               |  |  |                                                  |                                                  |                                                  |                                                  |                                                  |                                                  |  |  |                                              |                                              |                                              |                                              |                                              |                                              |  |  |                                                    |                                                    |                                                    |                                                    |                                                    |                                                    |  |  |                                                             |                                                             |                                                             |                                                             |                                                             |                                                             |  |  | Đông Ngụy                                        |                                                  |                                                  |                                                  |                                                  |                                                  |  |  |                                                     |                                                     |                                                     |                                                     |                                                     |                                                     |                                               |                                               |                                               |                                               |                                            |                                            |                                            |                                            |  |  |                                                  |                                                  |                                                  |                                                  |                                                  |                                                  |  |  |  |  |  |  |  |  |  |  |  |  |  |  |  |  |  |  |  |  |
|                                                 |                                                 |                                                 |                                                 |                                                 |                                                 |                             |                             |                                               |                                               |                                               |                                               |                                               |                                               |  |  |                                                  |                                                  |                                                  |                                                  |                                                  |                                                  |  |  |                                              |                                              |                                              |                                              |                                              |                                              |  |  |                                                    |                                                    |                                                    |                                                    |                                                    |                                                    |  |  |                                                             |                                                             |                                                             |                                                             |                                                             |                                                             |  |  |                                                  |                                                  |                                                  |                                                  |                                                  |                                                  |  |  | Tây Ngụy                                            |                                                     |                                                     |                                                     |                                                     |                                                     |                                               |                                               |                                               |                                               |                                            |                                            |                                            |                                            |  |  |                                                  |                                                  |                                                  |                                                  |                                                  |                                                  |  |  |  |  |  |  |  |  |  |  |  |  |  |  |  |  |  |  |  |  |
|                                                 |                                                 |                                                 |                                                 |                                                 |                                                 |                             |                             |                                               |                                               |                                               |                                               |                                               |                                               |  |  |                                                  |                                                  |                                                  |                                                  |                                                  |                                                  |  |  |                                              |                                              |                                              |                                              |                                              |                                              |  |  |                                                    |                                                    |                                                    |                                                    |                                                    |                                                    |  |  |                                                             |                                                             |                                                             |                                                             |                                                             |                                                             |  |  |                                                  |                                                  | nhận nuôi                                        |                                                  |                                                  |                                                  |  |  |                                                     |                                                     |                                                     |                                                     |                                                     |                                                     |                                               |                                               |                                               |                                               |                                            |                                            |                                            |                                            |  |  |                                                  |                                                  |                                                  |                                                  |                                                  |                                                  |  |  |  |  |  |  |  |  |  |  |  |  |  |  |  |  |  |  |  |  |
|                                                 |                                                 |                                                 |                                                 |                                                 |                                                 |                             |                             |                                               |                                               |                                               |                                               |                                               |                                               |  |  |                                                  |                                                  |                                                  |                                                  |                                                  |                                                  |  |  |                                              |                                              |                                              |                                              |                                              |                                              |  |  | Thành Đế Thác Bạt Mao                              |                                                    |                                                    |                                                    |                                                    |                                                    |  |  |                                                             |                                                             |                                                             |                                                             |                                                             |                                                             |  |  |                                                  |                                                  |                                                  |                                                  |                                                  |                                                  |  |  |                                                     |                                                     |                                                     |                                                     |                                                     |                                                     |                                               |                                               |                                               |                                               |                                            |                                            |                                            |                                            |  |  |                                                  |                                                  |                                                  |                                                  |                                                  |                                                  |  |  |  |  |  |  |  |  |  |  |  |  |  |  |  |  |  |  |  |  |
|                                                 |                                                 |                                                 |                                                 |                                                 |                                                 |                             |                             |                                               |                                               |                                               |                                               |                                               |                                               |  |  |                                                  |                                                  |                                                  |                                                  |                                                  |                                                  |  |  |                                              |                                              |                                              |                                              |                                              |                                              |  |  |                                                    |                                                    |                                                    |                                                    |                                                    |                                                    |  |  |                                                             |                                                             |                                                             |                                                             |                                                             |                                                             |  |  |                                                  |                                                  |                                                  |                                                  |                                                  |                                                  |  |  |                                                     |                                                     |                                                     |                                                     |                                                     |                                                     |                                               |                                               |                                               |                                               |                                            |                                            |                                            |                                            |  |  |                                                  |                                                  |                                                  |                                                  |                                                  |                                                  |  |  |  |  |  |  |  |  |  |  |  |  |  |  |  |  |  |  |  |  |
|                                                 |                                                 |                                                 |                                                 |                                                 |                                                 |                             |                             |                                               |                                               |                                               |                                               |                                               |                                               |  |  |                                                  |                                                  |                                                  |                                                  |                                                  |                                                  |  |  |                                              |                                              |                                              |                                              |                                              |                                              |  |  | Tiết Đế Thác Bạt Thải                              |                                                    |                                                    |                                                    |                                                    |                                                    |  |  |                                                             |                                                             |                                                             |                                                             |                                                             |                                                             |  |  |                                                  |                                                  |                                                  |                                                  |                                                  |                                                  |  |  |                                                     |                                                     |                                                     |                                                     |                                                     |                                                     |                                               |                                               |                                               |                                               |                                            |                                            |                                            |                                            |  |  |                                                  |                                                  |                                                  |                                                  |                                                  |                                                  |  |  |  |  |  |  |  |  |  |  |  |  |  |  |  |  |  |  |  |  |
|                                                 |                                                 |                                                 |                                                 |                                                 |                                                 |                             |                             |                                               |                                               |                                               |                                               |                                               |                                               |  |  |                                                  |                                                  |                                                  |                                                  |                                                  |                                                  |  |  |                                              |                                              |                                              |                                              |                                              |                                              |  |  |                                                    |                                                    |                                                    |                                                    |                                                    |                                                    |  |  |                                                             |                                                             |                                                             |                                                             |                                                             |                                                             |  |  |                                                  |                                                  |                                                  |                                                  |                                                  |                                                  |  |  |                                                     |                                                     |                                                     |                                                     |                                                     |                                                     |                                               |                                               |                                               |                                               |                                            |                                            |                                            |                                            |  |  |                                                  |                                                  |                                                  |                                                  |                                                  |                                                  |  |  |  |  |  |  |  |  |  |  |  |  |  |  |  |  |  |  |  |  |
|                                                 |                                                 |                                                 |                                                 |                                                 |                                                 |                             |                             |                                               |                                               |                                               |                                               |                                               |                                               |  |  |                                                  |                                                  |                                                  |                                                  |                                                  |                                                  |  |  |                                              |                                              |                                              |                                              |                                              |                                              |  |  | Trang Đế Thác Bạt Quan                             |                                                    |                                                    |                                                    |                                                    |                                                    |  |  |                                                             |                                                             |                                                             |                                                             |                                                             |                                                             |  |  |                                                  |                                                  |                                                  |                                                  |                                                  |                                                  |  |  |                                                     |                                                     |                                                     |                                                     |                                                     |                                                     |                                               |                                               |                                               |                                               |                                            |                                            |                                            |                                            |  |  |                                                  |                                                  |                                                  |                                                  |                                                  |                                                  |  |  |  |  |  |  |  |  |  |  |  |  |  |  |  |  |  |  |  |  |
|                                                 |                                                 |                                                 |                                                 |                                                 |                                                 |                             |                             |                                               |                                               |                                               |                                               |                                               |                                               |  |  |                                                  |                                                  |                                                  |                                                  |                                                  |                                                  |  |  |                                              |                                              |                                              |                                              |                                              |                                              |  |  |                                                    |                                                    |                                                    |                                                    |                                                    |                                                    |  |  |                                                             |                                                             |                                                             |                                                             |                                                             |                                                             |  |  |                                                  |                                                  |                                                  |                                                  |                                                  |                                                  |  |  |                                                     |                                                     |                                                     |                                                     |                                                     |                                                     |                                               |                                               |                                               |                                               |                                            |                                            |                                            |                                            |  |  |                                                  |                                                  |                                                  |                                                  |                                                  |                                                  |  |  |  |  |  |  |  |  |  |  |  |  |  |  |  |  |  |  |  |  |
|                                                 |                                                 |                                                 |                                                 |                                                 |                                                 |                             |                             |                                               |                                               |                                               |                                               |                                               |                                               |  |  |                                                  |                                                  |                                                  |                                                  |                                                  |                                                  |  |  |                                              |                                              |                                              |                                              |                                              |                                              |  |  | Minh Đế Thác Bạt Lâu                               |                                                    |                                                    |                                                    |                                                    |                                                    |  |  |                                                             |                                                             |                                                             |                                                             |                                                             |                                                             |  |  |                                                  |                                                  |                                                  |                                                  |                                                  |                                                  |  |  |                                                     |                                                     |                                                     |                                                     |                                                     |                                                     |                                               |                                               |                                               |                                               |                                            |                                            |                                            |                                            |  |  |                                                  |                                                  |                                                  |                                                  |                                                  |                                                  |  |  |  |  |  |  |  |  |  |  |  |  |  |  |  |  |  |  |  |  |
|                                                 |                                                 |                                                 |                                                 |                                                 |                                                 |                             |                             |                                               |                                               |                                               |                                               |                                               |                                               |  |  |                                                  |                                                  |                                                  |                                                  |                                                  |                                                  |  |  |                                              |                                              |                                              |                                              |                                              |                                              |  |  |                                                    |                                                    |                                                    |                                                    |                                                    |                                                    |  |  |                                                             |                                                             |                                                             |                                                             |                                                             |                                                             |  |  |                                                  |                                                  |                                                  |                                                  |                                                  |                                                  |  |  |                                                     |                                                     |                                                     |                                                     |                                                     |                                                     |                                               |                                               |                                               |                                               |                                            |                                            |                                            |                                            |  |  |                                                  |                                                  |                                                  |                                                  |                                                  |                                                  |  |  |  |  |  |  |  |  |  |  |  |  |  |  |  |  |  |  |  |  |
|                                                 |                                                 |                                                 |                                                 |                                                 |                                                 |                             |                             |                                               |                                               |                                               |                                               |                                               |                                               |  |  |                                                  |                                                  |                                                  |                                                  |                                                  |                                                  |  |  |                                              |                                              |                                              |                                              |                                              |                                              |  |  | An Đế Thác Bạt Việt                                |                                                    |                                                    |                                                    |                                                    |                                                    |  |  |                                                             |                                                             |                                                             |                                                             |                                                             |                                                             |  |  |                                                  |                                                  |                                                  |                                                  |                                                  |                                                  |  |  |                                                     |                                                     |                                                     |                                                     |                                                     |                                                     |                                               |                                               |                                               |                                               |                                            |                                            |                                            |                                            |  |  |                                                  |                                                  |                                                  |                                                  |                                                  |                                                  |  |  |  |  |  |  |  |  |  |  |  |  |  |  |  |  |  |  |  |  |
|                                                 |                                                 |                                                 |                                                 |                                                 |                                                 |                             |                             |                                               |                                               |                                               |                                               |                                               |                                               |  |  |                                                  |                                                  |                                                  |                                                  |                                                  |                                                  |  |  |                                              |                                              |                                              |                                              |                                              |                                              |  |  |                                                    |                                                    |                                                    |                                                    |                                                    |                                                    |  |  |                                                             |                                                             |                                                             |                                                             |                                                             |                                                             |  |  |                                                  |                                                  |                                                  |                                                  |                                                  |                                                  |  |  |                                                     |                                                     |                                                     |                                                     |                                                     |                                                     |                                               |                                               |                                               |                                               |                                            |                                            |                                            |                                            |  |  |                                                  |                                                  |                                                  |                                                  |                                                  |                                                  |  |  |  |  |  |  |  |  |  |  |  |  |  |  |  |  |  |  |  |  |
|                                                 |                                                 |                                                 |                                                 |                                                 |                                                 |                             |                             |                                               |                                               |                                               |                                               |                                               |                                               |  |  |                                                  |                                                  |                                                  |                                                  |                                                  |                                                  |  |  |                                              |                                              |                                              |                                              |                                              |                                              |  |  | Tuyên Đế Thác Bạt Thôi Dần                         |                                                    |                                                    |                                                    |                                                    |                                                    |  |  |                                                             |                                                             |                                                             |                                                             |                                                             |                                                             |  |  |                                                  |                                                  |                                                  |                                                  |                                                  |                                                  |  |  |                                                     |                                                     |                                                     |                                                     |                                                     |                                                     |                                               |                                               |                                               |                                               |                                            |                                            |                                            |                                            |  |  |                                                  |                                                  |                                                  |                                                  |                                                  |                                                  |  |  |  |  |  |  |  |  |  |  |  |  |  |  |  |  |  |  |  |  |
|                                                 |                                                 |                                                 |                                                 |                                                 |                                                 |                             |                             |                                               |                                               |                                               |                                               |                                               |                                               |  |  |                                                  |                                                  |                                                  |                                                  |                                                  |                                                  |  |  |                                              |                                              |                                              |                                              |                                              |                                              |  |  |                                                    |                                                    |                                                    |                                                    |                                                    |                                                    |  |  |                                                             |                                                             |                                                             |                                                             |                                                             |                                                             |  |  |                                                  |                                                  |                                                  |                                                  |                                                  |                                                  |  |  |                                                     |                                                     |                                                     |                                                     |                                                     |                                                     |                                               |                                               |                                               |                                               |                                            |                                            |                                            |                                            |  |  |                                                  |                                                  |                                                  |                                                  |                                                  |                                                  |  |  |  |  |  |  |  |  |  |  |  |  |  |  |  |  |  |  |  |  |
|                                                 |                                                 |                                                 |                                                 |                                                 |                                                 |                             |                             |                                               |                                               |                                               |                                               |                                               |                                               |  |  |                                                  |                                                  |                                                  |                                                  |                                                  |                                                  |  |  |                                              |                                              |                                              |                                              |                                              |                                              |  |  | Cảnh Đế Thác Bạt Lợi                               |                                                    |                                                    |                                                    |                                                    |                                                    |  |  |                                                             |                                                             |                                                             |                                                             |                                                             |                                                             |  |  |                                                  |                                                  |                                                  |                                                  |                                                  |                                                  |  |  |                                                     |                                                     |                                                     |                                                     |                                                     |                                                     |                                               |                                               |                                               |                                               |                                            |                                            |                                            |                                            |  |  |                                                  |                                                  |                                                  |                                                  |                                                  |                                                  |  |  |  |  |  |  |  |  |  |  |  |  |  |  |  |  |  |  |  |  |
|                                                 |                                                 |                                                 |                                                 |                                                 |                                                 |                             |                             |                                               |                                               |                                               |                                               |                                               |                                               |  |  |                                                  |                                                  |                                                  |                                                  |                                                  |                                                  |  |  |                                              |                                              |                                              |                                              |                                              |                                              |  |  |                                                    |                                                    |                                                    |                                                    |                                                    |                                                    |  |  |                                                             |                                                             |                                                             |                                                             |                                                             |                                                             |  |  |                                                  |                                                  |                                                  |                                                  |                                                  |                                                  |  |  |                                                     |                                                     |                                                     |                                                     |                                                     |                                                     |                                               |                                               |                                               |                                               |                                            |                                            |                                            |                                            |  |  |                                                  |                                                  |                                                  |                                                  |                                                  |                                                  |  |  |  |  |  |  |  |  |  |  |  |  |  |  |  |  |  |  |  |  |
|                                                 |                                                 |                                                 |                                                 |                                                 |                                                 |                             |                             |                                               |                                               |                                               |                                               |                                               |                                               |  |  |                                                  |                                                  |                                                  |                                                  |                                                  |                                                  |  |  |                                              |                                              |                                              |                                              |                                              |                                              |  |  | Nguyên Đế Thác Bạt Sĩ                              |                                                    |                                                    |                                                    |                                                    |                                                    |  |  |                                                             |                                                             |                                                             |                                                             |                                                             |                                                             |  |  |                                                  |                                                  |                                                  |                                                  |                                                  |                                                  |  |  |                                                     |                                                     |                                                     |                                                     |                                                     |                                                     |                                               |                                               |                                               |                                               |                                            |                                            |                                            |                                            |  |  |                                                  |                                                  |                                                  |                                                  |                                                  |                                                  |  |  |  |  |  |  |  |  |  |  |  |  |  |  |  |  |  |  |  |  |
|                                                 |                                                 |                                                 |                                                 |                                                 |                                                 |                             |                             |                                               |                                               |                                               |                                               |                                               |                                               |  |  |                                                  |                                                  |                                                  |                                                  |                                                  |                                                  |  |  |                                              |                                              |                                              |                                              |                                              |                                              |  |  |                                                    |                                                    |                                                    |                                                    |                                                    |                                                    |  |  |                                                             |                                                             |                                                             |                                                             |                                                             |                                                             |  |  |                                                  |                                                  |                                                  |                                                  |                                                  |                                                  |  |  |                                                     |                                                     |                                                     |                                                     |                                                     |                                                     |                                               |                                               |                                               |                                               |                                            |                                            |                                            |                                            |  |  |                                                  |                                                  |                                                  |                                                  |                                                  |                                                  |  |  |  |  |  |  |  |  |  |  |  |  |  |  |  |  |  |  |  |  |
|                                                 |                                                 |                                                 |                                                 |                                                 |                                                 |                             |                             |                                               |                                               |                                               |                                               |                                               |                                               |  |  |                                                  |                                                  |                                                  |                                                  |                                                  |                                                  |  |  |                                              |                                              |                                              |                                              |                                              |                                              |  |  | Hòa Đế Thác Bạt Tứ                                 |                                                    |                                                    |                                                    |                                                    |                                                    |  |  |                                                             |                                                             |                                                             |                                                             |                                                             |                                                             |  |  |                                                  |                                                  |                                                  |                                                  |                                                  |                                                  |  |  |                                                     |                                                     |                                                     |                                                     |                                                     |                                                     |                                               |                                               |                                               |                                               |                                            |                                            |                                            |                                            |  |  |                                                  |                                                  |                                                  |                                                  |                                                  |                                                  |  |  |  |  |  |  |  |  |  |  |  |  |  |  |  |  |  |  |  |  |
|                                                 |                                                 |                                                 |                                                 |                                                 |                                                 |                             |                             |                                               |                                               |                                               |                                               |                                               |                                               |  |  |                                                  |                                                  |                                                  |                                                  |                                                  |                                                  |  |  |                                              |                                              |                                              |                                              |                                              |                                              |  |  |                                                    |                                                    |                                                    |                                                    |                                                    |                                                    |  |  |                                                             |                                                             |                                                             |                                                             |                                                             |                                                             |  |  |                                                  |                                                  |                                                  |                                                  |                                                  |                                                  |  |  |                                                     |                                                     |                                                     |                                                     |                                                     |                                                     |                                               |                                               |                                               |                                               |                                            |                                            |                                            |                                            |  |  |                                                  |                                                  |                                                  |                                                  |                                                  |                                                  |  |  |  |  |  |  |  |  |  |  |  |  |  |  |  |  |  |  |  |  |
|                                                 |                                                 |                                                 |                                                 |                                                 |                                                 |                             |                             |                                               |                                               |                                               |                                               |                                               |                                               |  |  |                                                  |                                                  |                                                  |                                                  |                                                  |                                                  |  |  |                                              |                                              |                                              |                                              |                                              |                                              |  |  | Định Đế Thác Bạt Cơ                                |                                                    |                                                    |                                                    |                                                    |                                                    |  |  |                                                             |                                                             |                                                             |                                                             |                                                             |                                                             |  |  |                                                  |                                                  |                                                  |                                                  |                                                  |                                                  |  |  |                                                     |                                                     |                                                     |                                                     |                                                     |                                                     |                                               |                                               |                                               |                                               |                                            |                                            |                                            |                                            |  |  |                                                  |                                                  |                                                  |                                                  |                                                  |                                                  |  |  |  |  |  |  |  |  |  |  |  |  |  |  |  |  |  |  |  |  |
|                                                 |                                                 |                                                 |                                                 |                                                 |                                                 |                             |                             |                                               |                                               |                                               |                                               |                                               |                                               |  |  |                                                  |                                                  |                                                  |                                                  |                                                  |                                                  |  |  |                                              |                                              |                                              |                                              |                                              |                                              |  |  |                                                    |                                                    |                                                    |                                                    |                                                    |                                                    |  |  |                                                             |                                                             |                                                             |                                                             |                                                             |                                                             |  |  |                                                  |                                                  |                                                  |                                                  |                                                  |                                                  |  |  |                                                     |                                                     |                                                     |                                                     |                                                     |                                                     |                                               |                                               |                                               |                                               |                                            |                                            |                                            |                                            |  |  |                                                  |                                                  |                                                  |                                                  |                                                  |                                                  |  |  |  |  |  |  |  |  |  |  |  |  |  |  |  |  |  |  |  |  |
|                                                 |                                                 |                                                 |                                                 |                                                 |                                                 |                             |                             |                                               |                                               |                                               |                                               |                                               |                                               |  |  |                                                  |                                                  |                                                  |                                                  |                                                  |                                                  |  |  |                                              |                                              |                                              |                                              |                                              |                                              |  |  | Hy Đế Thác Bạt Cái                                 |                                                    |                                                    |                                                    |                                                    |                                                    |  |  |                                                             |                                                             |                                                             |                                                             |                                                             |                                                             |  |  |                                                  |                                                  |                                                  |                                                  |                                                  |                                                  |  |  |                                                     |                                                     |                                                     |                                                     |                                                     |                                                     |                                               |                                               |                                               |                                               |                                            |                                            |                                            |                                            |  |  |                                                  |                                                  |                                                  |                                                  |                                                  |                                                  |  |  |  |  |  |  |  |  |  |  |  |  |  |  |  |  |  |  |  |  |
|                                                 |                                                 |                                                 |                                                 |                                                 |                                                 |                             |                             |                                               |                                               |                                               |                                               |                                               |                                               |  |  |                                                  |                                                  |                                                  |                                                  |                                                  |                                                  |  |  |                                              |                                              |                                              |                                              |                                              |                                              |  |  |                                                    |                                                    |                                                    |                                                    |                                                    |                                                    |  |  |                                                             |                                                             |                                                             |                                                             |                                                             |                                                             |  |  |                                                  |                                                  |                                                  |                                                  |                                                  |                                                  |  |  |                                                     |                                                     |                                                     |                                                     |                                                     |                                                     |                                               |                                               |                                               |                                               |                                            |                                            |                                            |                                            |  |  |                                                  |                                                  |                                                  |                                                  |                                                  |                                                  |  |  |  |  |  |  |  |  |  |  |  |  |  |  |  |  |  |  |  |  |
|                                                 |                                                 |                                                 |                                                 |                                                 |                                                 |                             |                             |                                               |                                               |                                               |                                               |                                               |                                               |  |  |                                                  |                                                  |                                                  |                                                  |                                                  |                                                  |  |  |                                              |                                              |                                              |                                              |                                              |                                              |  |  | Uy Đế Thác Bạt Quái                                |                                                    |                                                    |                                                    |                                                    |                                                    |  |  |                                                             |                                                             |                                                             |                                                             |                                                             |                                                             |  |  |                                                  |                                                  |                                                  |                                                  |                                                  |                                                  |  |  |                                                     |                                                     |                                                     |                                                     |                                                     |                                                     |                                               |                                               |                                               |                                               |                                            |                                            |                                            |                                            |  |  |                                                  |                                                  |                                                  |                                                  |                                                  |                                                  |  |  |  |  |  |  |  |  |  |  |  |  |  |  |  |  |  |  |  |  |
|                                                 |                                                 |                                                 |                                                 |                                                 |                                                 |                             |                             |                                               |                                               |                                               |                                               |                                               |                                               |  |  |                                                  |                                                  |                                                  |                                                  |                                                  |                                                  |  |  |                                              |                                              |                                              |                                              |                                              |                                              |  |  |                                                    |                                                    |                                                    |                                                    |                                                    |                                                    |  |  |                                                             |                                                             |                                                             |                                                             |                                                             |                                                             |  |  |                                                  |                                                  |                                                  |                                                  |                                                  |                                                  |  |  |                                                     |                                                     |                                                     |                                                     |                                                     |                                                     |                                               |                                               |                                               |                                               |                                            |                                            |                                            |                                            |  |  |                                                  |                                                  |                                                  |                                                  |                                                  |                                                  |  |  |  |  |  |  |  |  |  |  |  |  |  |  |  |  |  |  |  |  |
|                                                 |                                                 |                                                 |                                                 |                                                 |                                                 |                             |                             |                                               |                                               |                                               |                                               |                                               |                                               |  |  |                                                  |                                                  |                                                  |                                                  |                                                  |                                                  |  |  |                                              |                                              |                                              |                                              |                                              |                                              |  |  | Hiến Đế Thác Bạt Lân                               |                                                    |                                                    |                                                    |                                                    |                                                    |  |  |                                                             |                                                             |                                                             |                                                             |                                                             |                                                             |  |  |                                                  |                                                  |                                                  |                                                  |                                                  |                                                  |  |  |                                                     |                                                     |                                                     |                                                     |                                                     |                                                     |                                               |                                               |                                               |                                               |                                            |                                            |                                            |                                            |  |  |                                                  |                                                  |                                                  |                                                  |                                                  |                                                  |  |  |  |  |  |  |  |  |  |  |  |  |  |  |  |  |  |  |  |  |
|                                                 |                                                 |                                                 |                                                 |                                                 |                                                 |                             |                             |                                               |                                               |                                               |                                               |                                               |                                               |  |  |                                                  |                                                  |                                                  |                                                  |                                                  |                                                  |  |  |                                              |                                              |                                              |                                              |                                              |                                              |  |  |                                                    |                                                    |                                                    |                                                    |                                                    |                                                    |  |  |                                                             |                                                             |                                                             |                                                             |                                                             |                                                             |  |  |                                                  |                                                  |                                                  |                                                  |                                                  |                                                  |  |  |                                                     |                                                     |                                                     |                                                     |                                                     |                                                     |                                               |                                               |                                               |                                               |                                            |                                            |                                            |                                            |  |  |                                                  |                                                  |                                                  |                                                  |                                                  |                                                  |  |  |  |  |  |  |  |  |  |  |  |  |  |  |  |  |  |  |  |  |
|                                                 |                                                 |                                                 |                                                 |                                                 |                                                 |                             |                             |                                               |                                               |                                               |                                               |                                               |                                               |  |  |                                                  |                                                  |                                                  |                                                  |                                                  |                                                  |  |  |                                              |                                              |                                              |                                              |                                              |                                              |  |  | Thánh Vũ Đế Thác Bạt Cật Phần ?-220                |                                                    |                                                    |                                                    |                                                    |                                                    |  |  |                                                             |                                                             |                                                             |                                                             |                                                             |                                                             |  |  |                                                  |                                                  |                                                  |                                                  |                                                  |                                                  |  |  |                                                     |                                                     |                                                     |                                                     |                                                     |                                                     |                                               |                                               |                                               |                                               |                                            |                                            |                                            |                                            |  |  |                                                  |                                                  |                                                  |                                                  |                                                  |                                                  |  |  |  |  |  |  |  |  |  |  |  |  |  |  |  |  |  |  |  |  |
|                                                 |                                                 |                                                 |                                                 |                                                 |                                                 |                             |                             |                                               |                                               |                                               |                                               |                                               |                                               |  |  |                                                  |                                                  |                                                  |                                                  |                                                  |                                                  |  |  |                                              |                                              |                                              |                                              |                                              |                                              |  |  |                                                    |                                                    |                                                    |                                                    |                                                    |                                                    |  |  |                                                             |                                                             |                                                             |                                                             |                                                             |                                                             |  |  |                                                  |                                                  |                                                  |                                                  |                                                  |                                                  |  |  |                                                     |                                                     |                                                     |                                                     |                                                     |                                                     |                                               |                                               |                                               |                                               |                                            |                                            |                                            |                                            |  |  |                                                  |                                                  |                                                  |                                                  |                                                  |                                                  |  |  |  |  |  |  |  |  |  |  |  |  |  |  |  |  |  |  |  |  |
|                                                 |                                                 |                                                 |                                                 |                                                 |                                                 |                             |                             |                                               |                                               |                                               |                                               |                                               |                                               |  |  |                                                  |                                                  |                                                  |                                                  |                                                  |                                                  |  |  |                                              |                                              |                                              |                                              |                                              |                                              |  |  |                                                    |                                                    |                                                    |                                                    |                                                    |                                                    |  |  |                                                             |                                                             |                                                             |                                                             |                                                             |                                                             |  |  |                                                  |                                                  |                                                  |                                                  |                                                  |                                                  |  |  |                                                     |                                                     |                                                     |                                                     |                                                     |                                                     |                                               |                                               |                                               |                                               |                                            |                                            |                                            |                                            |  |  |                                                  |                                                  |                                                  |                                                  |                                                  |                                                  |  |  |  |  |  |  |  |  |  |  |  |  |  |  |  |  |  |  |  |  |
| Hà Tây Tiên Ti                                  | Hà Tây Tiên Ti                                  | Hà Tây Tiên Ti                                  | Hà Tây Tiên Ti                                  | Hà Tây Tiên Ti                                  | Hà Tây Tiên Ti                                  |                             |                             |                                               |                                               |                                               |                                               |                                               |                                               |  |  |                                                  |                                                  |                                                  |                                                  |                                                  |                                                  |  |  |                                              |                                              |                                              |                                              |                                              |                                              |  |  |                                                    |                                                    |                                                    |                                                    |                                                    |                                                    |  |  |                                                             |                                                             |                                                             |                                                             |                                                             |                                                             |  |  | Sách Đầu bộ Tiên Ti                              | Sách Đầu bộ Tiên Ti                              | Sách Đầu bộ Tiên Ti                              | Sách Đầu bộ Tiên Ti                              | Sách Đầu bộ Tiên Ti                              | Sách Đầu bộ Tiên Ti                              |  |  |                                                     |                                                     |                                                     |                                                     |                                                     |                                                     |                                               |                                               |                                               |                                               |                                            |                                            |                                            |                                            |  |  |                                                  |                                                  |                                                  |                                                  |                                                  |                                                  |  |  |  |  |  |  |  |  |  |  |  |  |  |  |  |  |  |  |  |  |
| Hà Tây Tiên Ti                                  | Hà Tây Tiên Ti                                  | Hà Tây Tiên Ti                                  | Hà Tây Tiên Ti                                  | Hà Tây Tiên Ti                                  | Hà Tây Tiên Ti                                  | Thốc Phát Thất Cô ?-210-231 | Thốc Phát Thất Cô ?-210-231 | Thốc Phát Thất Cô ?-210-231                   | Thốc Phát Thất Cô ?-210-231                   | Thốc Phát Thất Cô ?-210-231                   | Thốc Phát Thất Cô ?-210-231                   |                                               |                                               |  |  |                                                  |                                                  |                                                  |                                                  |                                                  |                                                  |  |  |                                              |                                              |                                              |                                              |                                              |                                              |  |  |                                                    |                                                    |                                                    |                                                    |                                                    |                                                    |  |  |                                                             |                                                             |                                                             |                                                             |                                                             |                                                             |  |  | Sách Đầu bộ Tiên Ti                              | Sách Đầu bộ Tiên Ti                              | Sách Đầu bộ Tiên Ti                              | Sách Đầu bộ Tiên Ti                              | Sách Đầu bộ Tiên Ti                              | Sách Đầu bộ Tiên Ti                              |  |  |                                                     |                                                     |                                                     |                                                     | (1)Thần Nguyên Đế Thác Bạt Lực Vi 174-220-277       | (1)Thần Nguyên Đế Thác Bạt Lực Vi 174-220-277       | (1)Thần Nguyên Đế Thác Bạt Lực Vi 174-220-277 | (1)Thần Nguyên Đế Thác Bạt Lực Vi 174-220-277 | (1)Thần Nguyên Đế Thác Bạt Lực Vi 174-220-277 | (1)Thần Nguyên Đế Thác Bạt Lực Vi 174-220-277 |                                            |                                            |                                            |                                            |  |  |                                                  |                                                  |                                                  |                                                  |                                                  |                                                  |  |  |  |  |  |  |  |  |  |  |  |  |  |  |  |  |  |  |  |  |
|                                                 |                                                 |                                                 |                                                 |                                                 |                                                 | Thốc Phát Thất Cô ?-210-231 | Thốc Phát Thất Cô ?-210-231 | Thốc Phát Thất Cô ?-210-231                   | Thốc Phát Thất Cô ?-210-231                   | Thốc Phát Thất Cô ?-210-231                   | Thốc Phát Thất Cô ?-210-231                   |                                               |                                               |  |  |                                                  |                                                  |                                                  |                                                  |                                                  |                                                  |  |  |                                              |                                              |                                              |                                              |                                              |                                              |  |  |                                                    |                                                    |                                                    |                                                    |                                                    |                                                    |  |  |                                                             |                                                             |                                                             |                                                             |                                                             |                                                             |  |  |                                                  |                                                  |                                                  |                                                  |                                                  |                                                  |  |  |                                                     |                                                     |                                                     |                                                     | (1)Thần Nguyên Đế Thác Bạt Lực Vi 174-220-277       | (1)Thần Nguyên Đế Thác Bạt Lực Vi 174-220-277       | (1)Thần Nguyên Đế Thác Bạt Lực Vi 174-220-277 | (1)Thần Nguyên Đế Thác Bạt Lực Vi 174-220-277 | (1)Thần Nguyên Đế Thác Bạt Lực Vi 174-220-277 | (1)Thần Nguyên Đế Thác Bạt Lực Vi 174-220-277 |                                            |                                            |                                            |                                            |  |  |                                                  |                                                  |                                                  |                                                  |                                                  |                                                  |  |  |  |  |  |  |  |  |  |  |  |  |  |  |  |  |  |  |  |  |
|                                                 |                                                 |                                                 |                                                 |                                                 |                                                 |                             |                             |                                               |                                               |                                               |                                               |                                               |                                               |  |  |                                                  |                                                  |                                                  |                                                  |                                                  |                                                  |  |  |                                              |                                              |                                              |                                              |                                              |                                              |  |  |                                                    |                                                    |                                                    |                                                    |                                                    |                                                    |  |  |                                                             |                                                             |                                                             |                                                             |                                                             |                                                             |  |  |                                                  |                                                  |                                                  |                                                  |                                                  |                                                  |  |  |                                                     |                                                     |                                                     |                                                     |                                                     |                                                     |                                               |                                               |                                               |                                               |                                            |                                            |                                            |                                            |  |  |                                                  |                                                  |                                                  |                                                  |                                                  |                                                  |  |  |  |  |  |  |  |  |  |  |  |  |  |  |  |  |  |  |  |  |
| Thốc Phát Thọ Điền ?-231-252                    | Thốc Phát Thọ Điền ?-231-252                    | Thốc Phát Thọ Điền ?-231-252                    | Thốc Phát Thọ Điền ?-231-252                    | Thốc Phát Thọ Điền ?-231-252                    | Thốc Phát Thọ Điền ?-231-252                    |                             |                             |                                               |                                               |                                               |                                               |                                               |                                               |  |  |                                                  |                                                  |                                                  |                                                  |                                                  |                                                  |  |  |                                              |                                              |                                              |                                              |                                              |                                              |  |  | Văn Đế Thác Bạt Sa Mạc Hãn ?-277 (truy phong)      | Văn Đế Thác Bạt Sa Mạc Hãn ?-277 (truy phong)      | Văn Đế Thác Bạt Sa Mạc Hãn ?-277 (truy phong)      | Văn Đế Thác Bạt Sa Mạc Hãn ?-277 (truy phong)      | Văn Đế Thác Bạt Sa Mạc Hãn ?-277 (truy phong)      | Văn Đế Thác Bạt Sa Mạc Hãn ?-277 (truy phong)      |  |  |                                                             |                                                             |                                                             |                                                             |                                                             |                                                             |  |  | (2)Chương Đế Thác Bạt Tất Lộc ?-277-286          | (2)Chương Đế Thác Bạt Tất Lộc ?-277-286          | (2)Chương Đế Thác Bạt Tất Lộc ?-277-286          | (2)Chương Đế Thác Bạt Tất Lộc ?-277-286          | (2)Chương Đế Thác Bạt Tất Lộc ?-277-286          | (2)Chương Đế Thác Bạt Tất Lộc ?-277-286          |  |  | (3)Bình Đế Thác Bạt Xước ?-286-293                  | (3)Bình Đế Thác Bạt Xước ?-286-293                  | (3)Bình Đế Thác Bạt Xước ?-286-293                  | (3)Bình Đế Thác Bạt Xước ?-286-293                  | (3)Bình Đế Thác Bạt Xước ?-286-293                  | (3)Bình Đế Thác Bạt Xước ?-286-293                  |                                               |                                               | (5)Chiêu Đế Thác Bạt Lộc Quan ?-294-307       | (5)Chiêu Đế Thác Bạt Lộc Quan ?-294-307       | (5)Chiêu Đế Thác Bạt Lộc Quan ?-294-307    | (5)Chiêu Đế Thác Bạt Lộc Quan ?-294-307    | (5)Chiêu Đế Thác Bạt Lộc Quan ?-294-307    | (5)Chiêu Đế Thác Bạt Lộc Quan ?-294-307    |  |  |                                                  |                                                  |                                                  |                                                  |                                                  |                                                  |  |  |  |  |  |  |  |  |  |  |  |  |  |  |  |  |  |  |  |  |
| Thốc Phát Thọ Điền ?-231-252                    | Thốc Phát Thọ Điền ?-231-252                    | Thốc Phát Thọ Điền ?-231-252                    | Thốc Phát Thọ Điền ?-231-252                    | Thốc Phát Thọ Điền ?-231-252                    | Thốc Phát Thọ Điền ?-231-252                    |                             |                             |                                               |                                               |                                               |                                               |                                               |                                               |  |  |                                                  |                                                  |                                                  |                                                  |                                                  |                                                  |  |  |                                              |                                              |                                              |                                              |                                              |                                              |  |  | Văn Đế Thác Bạt Sa Mạc Hãn ?-277 (truy phong)      | Văn Đế Thác Bạt Sa Mạc Hãn ?-277 (truy phong)      | Văn Đế Thác Bạt Sa Mạc Hãn ?-277 (truy phong)      | Văn Đế Thác Bạt Sa Mạc Hãn ?-277 (truy phong)      | Văn Đế Thác Bạt Sa Mạc Hãn ?-277 (truy phong)      | Văn Đế Thác Bạt Sa Mạc Hãn ?-277 (truy phong)      |  |  |                                                             |                                                             |                                                             |                                                             |                                                             |                                                             |  |  | (2)Chương Đế Thác Bạt Tất Lộc ?-277-286          | (2)Chương Đế Thác Bạt Tất Lộc ?-277-286          | (2)Chương Đế Thác Bạt Tất Lộc ?-277-286          | (2)Chương Đế Thác Bạt Tất Lộc ?-277-286          | (2)Chương Đế Thác Bạt Tất Lộc ?-277-286          | (2)Chương Đế Thác Bạt Tất Lộc ?-277-286          |  |  | (3)Bình Đế Thác Bạt Xước ?-286-293                  | (3)Bình Đế Thác Bạt Xước ?-286-293                  | (3)Bình Đế Thác Bạt Xước ?-286-293                  | (3)Bình Đế Thác Bạt Xước ?-286-293                  | (3)Bình Đế Thác Bạt Xước ?-286-293                  | (3)Bình Đế Thác Bạt Xước ?-286-293                  |                                               |                                               | (5)Chiêu Đế Thác Bạt Lộc Quan ?-294-307       | (5)Chiêu Đế Thác Bạt Lộc Quan ?-294-307       | (5)Chiêu Đế Thác Bạt Lộc Quan ?-294-307    | (5)Chiêu Đế Thác Bạt Lộc Quan ?-294-307    | (5)Chiêu Đế Thác Bạt Lộc Quan ?-294-307    | (5)Chiêu Đế Thác Bạt Lộc Quan ?-294-307    |  |  |                                                  |                                                  |                                                  |                                                  |                                                  |                                                  |  |  |  |  |  |  |  |  |  |  |  |  |  |  |  |  |  |  |  |  |
|                                                 |                                                 |                                                 |                                                 |                                                 |                                                 |                             |                             |                                               |                                               |                                               |                                               |                                               |                                               |  |  |                                                  |                                                  |                                                  |                                                  |                                                  |                                                  |  |  |                                              |                                              |                                              |                                              |                                              |                                              |  |  |                                                    |                                                    |                                                    |                                                    |                                                    |                                                    |  |  |                                                             |                                                             |                                                             |                                                             |                                                             |                                                             |  |  |                                                  |                                                  |                                                  |                                                  |                                                  |                                                  |  |  |                                                     |                                                     |                                                     |                                                     |                                                     |                                                     |                                               |                                               |                                               |                                               |                                            |                                            |                                            |                                            |  |  |                                                  |                                                  |                                                  |                                                  |                                                  |                                                  |  |  |  |  |  |  |  |  |  |  |  |  |  |  |  |  |  |  |  |  |
|                                                 |                                                 |                                                 |                                                 |                                                 |                                                 |                             |                             | ???                                           | ???                                           | ???                                           | ???                                           | ???                                           | ???                                           |  |  |                                                  |                                                  |                                                  |                                                  |                                                  |                                                  |  |  |                                              |                                              |                                              |                                              |                                              |                                              |  |  |                                                    |                                                    |                                                    |                                                    |                                                    |                                                    |  |  | Đại                                                         | Đại                                                         | Đại                                                         | Đại                                                         | Đại                                                         | Đại                                                         |  |  |                                                  |                                                  |                                                  |                                                  |                                                  |                                                  |  |  |                                                     |                                                     |                                                     |                                                     |                                                     |                                                     |                                               |                                               |                                               |                                               |                                            |                                            |                                            |                                            |  |  |                                                  |                                                  |                                                  |                                                  |                                                  |                                                  |  |  |  |  |  |  |  |  |  |  |  |  |  |  |  |  |  |  |  |  |
|                                                 |                                                 |                                                 |                                                 |                                                 |                                                 |                             |                             | ???                                           | ???                                           | ???                                           | ???                                           | ???                                           | ???                                           |  |  |                                                  |                                                  |                                                  |                                                  |                                                  |                                                  |  |  |                                              |                                              |                                              |                                              |                                              |                                              |  |  |                                                    |                                                    |                                                    |                                                    |                                                    |                                                    |  |  | Đại                                                         | Đại                                                         | Đại                                                         | Đại                                                         | Đại                                                         | Đại                                                         |  |  |                                                  |                                                  |                                                  |                                                  |                                                  |                                                  |  |  |                                                     |                                                     |                                                     |                                                     |                                                     |                                                     |                                               |                                               |                                               |                                               |                                            |                                            |                                            |                                            |  |  |                                                  |                                                  |                                                  |                                                  |                                                  |                                                  |  |  |  |  |  |  |  |  |  |  |  |  |  |  |  |  |  |  |  |  |
| □                                               | □                                               | □                                               | □                                               | □                                               | □                                               |                             |                             |                                               |                                               |                                               |                                               |                                               |                                               |  |  |                                                  |                                                  |                                                  |                                                  |                                                  |                                                  |  |  | (6)Hoàn Đế Thác Bạt Y Đà ?-295-305           | (6)Hoàn Đế Thác Bạt Y Đà ?-295-305           | (6)Hoàn Đế Thác Bạt Y Đà ?-295-305           | (6)Hoàn Đế Thác Bạt Y Đà ?-295-305           | (6)Hoàn Đế Thác Bạt Y Đà ?-295-305           | (6)Hoàn Đế Thác Bạt Y Đà ?-295-305           |  |  | (1)Mục Đế Thác Bạt Y Lư ?-295-307 307-315 315-316  | (1)Mục Đế Thác Bạt Y Lư ?-295-307 307-315 315-316  | (1)Mục Đế Thác Bạt Y Lư ?-295-307 307-315 315-316  | (1)Mục Đế Thác Bạt Y Lư ?-295-307 307-315 315-316  | (1)Mục Đế Thác Bạt Y Lư ?-295-307 307-315 315-316  | (1)Mục Đế Thác Bạt Y Lư ?-295-307 307-315 315-316  |  |  | (4)Tư Đế Thác Bạt Phất ?-293-294                            | (4)Tư Đế Thác Bạt Phất ?-293-294                            | (4)Tư Đế Thác Bạt Phất ?-293-294                            | (4)Tư Đế Thác Bạt Phất ?-293-294                            | (4)Tư Đế Thác Bạt Phất ?-293-294                            | (4)Tư Đế Thác Bạt Phất ?-293-294                            |  |  |                                                  |                                                  |                                                  |                                                  |                                                  |                                                  |  |  |                                                     |                                                     |                                                     |                                                     |                                                     |                                                     |                                               |                                               |                                               |                                               |                                            |                                            |                                            |                                            |  |  |                                                  |                                                  |                                                  |                                                  |                                                  |                                                  |  |  |  |  |  |  |  |  |  |  |  |  |  |  |  |  |  |  |  |  |
| □                                               | □                                               | □                                               | □                                               | □                                               | □                                               |                             |                             |                                               |                                               |                                               |                                               |                                               |                                               |  |  |                                                  |                                                  |                                                  |                                                  |                                                  |                                                  |  |  | (6)Hoàn Đế Thác Bạt Y Đà ?-295-305           | (6)Hoàn Đế Thác Bạt Y Đà ?-295-305           | (6)Hoàn Đế Thác Bạt Y Đà ?-295-305           | (6)Hoàn Đế Thác Bạt Y Đà ?-295-305           | (6)Hoàn Đế Thác Bạt Y Đà ?-295-305           | (6)Hoàn Đế Thác Bạt Y Đà ?-295-305           |  |  | (1)Mục Đế Thác Bạt Y Lư ?-295-307 307-315 315-316  | (1)Mục Đế Thác Bạt Y Lư ?-295-307 307-315 315-316  | (1)Mục Đế Thác Bạt Y Lư ?-295-307 307-315 315-316  | (1)Mục Đế Thác Bạt Y Lư ?-295-307 307-315 315-316  | (1)Mục Đế Thác Bạt Y Lư ?-295-307 307-315 315-316  | (1)Mục Đế Thác Bạt Y Lư ?-295-307 307-315 315-316  |  |  | (4)Tư Đế Thác Bạt Phất ?-293-294                            | (4)Tư Đế Thác Bạt Phất ?-293-294                            | (4)Tư Đế Thác Bạt Phất ?-293-294                            | (4)Tư Đế Thác Bạt Phất ?-293-294                            | (4)Tư Đế Thác Bạt Phất ?-293-294                            | (4)Tư Đế Thác Bạt Phất ?-293-294                            |  |  |                                                  |                                                  |                                                  |                                                  |                                                  |                                                  |  |  |                                                     |                                                     |                                                     |                                                     |                                                     |                                                     |                                               |                                               |                                               |                                               |                                            |                                            |                                            |                                            |  |  |                                                  |                                                  |                                                  |                                                  |                                                  |                                                  |  |  |  |  |  |  |  |  |  |  |  |  |  |  |  |  |  |  |  |  |
|                                                 |                                                 |                                                 |                                                 |                                                 |                                                 |                             |                             |                                               |                                               |                                               |                                               |                                               |                                               |  |  |                                                  |                                                  |                                                  |                                                  |                                                  |                                                  |  |  |                                              |                                              |                                              |                                              |                                              |                                              |  |  |                                                    |                                                    |                                                    |                                                    |                                                    |                                                    |  |  |                                                             |                                                             |                                                             |                                                             |                                                             |                                                             |  |  |                                                  |                                                  |                                                  |                                                  |                                                  |                                                  |  |  |                                                     |                                                     |                                                     |                                                     |                                                     |                                                     |                                               |                                               |                                               |                                               |                                            |                                            |                                            |                                            |  |  |                                                  |                                                  |                                                  |                                                  |                                                  |                                                  |  |  |  |  |  |  |  |  |  |  |  |  |  |  |  |  |  |  |  |  |
| Thốc Phát Thụ Cơ Năng ?-252-279                 | Thốc Phát Thụ Cơ Năng ?-252-279                 | Thốc Phát Thụ Cơ Năng ?-252-279                 | Thốc Phát Thụ Cơ Năng ?-252-279                 | Thốc Phát Thụ Cơ Năng ?-252-279                 | Thốc Phát Thụ Cơ Năng ?-252-279                 |                             |                             | Thốc Phát Vụ Hoàn ?-279-?                     | Thốc Phát Vụ Hoàn ?-279-?                     | Thốc Phát Vụ Hoàn ?-279-?                     | Thốc Phát Vụ Hoàn ?-279-?                     | Thốc Phát Vụ Hoàn ?-279-?                     | Thốc Phát Vụ Hoàn ?-279-?                     |  |  | (2)Thác Bạt Phổ Căn ?-(305-)316                  | (2)Thác Bạt Phổ Căn ?-(305-)316                  | (2)Thác Bạt Phổ Căn ?-(305-)316                  | (2)Thác Bạt Phổ Căn ?-(305-)316                  | (2)Thác Bạt Phổ Căn ?-(305-)316                  | (2)Thác Bạt Phổ Căn ?-(305-)316                  |  |  | (5)Huệ Đế Thác Bạt Hạ Nhục ?-321-325         | (5)Huệ Đế Thác Bạt Hạ Nhục ?-321-325         | (5)Huệ Đế Thác Bạt Hạ Nhục ?-321-325         | (5)Huệ Đế Thác Bạt Hạ Nhục ?-321-325         | (5)Huệ Đế Thác Bạt Hạ Nhục ?-321-325         | (5)Huệ Đế Thác Bạt Hạ Nhục ?-321-325         |  |  | (6)Dương Đế Thác Bạt Hột Na ?-325-329 335-337-?    | (6)Dương Đế Thác Bạt Hột Na ?-325-329 335-337-?    | (6)Dương Đế Thác Bạt Hột Na ?-325-329 335-337-?    | (6)Dương Đế Thác Bạt Hột Na ?-325-329 335-337-?    | (6)Dương Đế Thác Bạt Hột Na ?-325-329 335-337-?    | (6)Dương Đế Thác Bạt Hột Na ?-325-329 335-337-?    |  |  | (4)Bình Văn Đế Thác Bạt Úc Luật ?-316-321                   | (4)Bình Văn Đế Thác Bạt Úc Luật ?-316-321                   | (4)Bình Văn Đế Thác Bạt Úc Luật ?-316-321                   | (4)Bình Văn Đế Thác Bạt Úc Luật ?-316-321                   | (4)Bình Văn Đế Thác Bạt Úc Luật ?-316-321                   | (4)Bình Văn Đế Thác Bạt Úc Luật ?-316-321                   |  |  |                                                  |                                                  |                                                  |                                                  |                                                  |                                                  |  |  |                                                     |                                                     |                                                     |                                                     |                                                     |                                                     |                                               |                                               |                                               |                                               |                                            |                                            |                                            |                                            |  |  |                                                  |                                                  |                                                  |                                                  |                                                  |                                                  |  |  |  |  |  |  |  |  |  |  |  |  |  |  |  |  |  |  |  |  |
| Thốc Phát Thụ Cơ Năng ?-252-279                 | Thốc Phát Thụ Cơ Năng ?-252-279                 | Thốc Phát Thụ Cơ Năng ?-252-279                 | Thốc Phát Thụ Cơ Năng ?-252-279                 | Thốc Phát Thụ Cơ Năng ?-252-279                 | Thốc Phát Thụ Cơ Năng ?-252-279                 |                             |                             | Thốc Phát Vụ Hoàn ?-279-?                     | Thốc Phát Vụ Hoàn ?-279-?                     | Thốc Phát Vụ Hoàn ?-279-?                     | Thốc Phát Vụ Hoàn ?-279-?                     | Thốc Phát Vụ Hoàn ?-279-?                     | Thốc Phát Vụ Hoàn ?-279-?                     |  |  | (2)Thác Bạt Phổ Căn ?-(305-)316                  | (2)Thác Bạt Phổ Căn ?-(305-)316                  | (2)Thác Bạt Phổ Căn ?-(305-)316                  | (2)Thác Bạt Phổ Căn ?-(305-)316                  | (2)Thác Bạt Phổ Căn ?-(305-)316                  | (2)Thác Bạt Phổ Căn ?-(305-)316                  |  |  | (5)Huệ Đế Thác Bạt Hạ Nhục ?-321-325         | (5)Huệ Đế Thác Bạt Hạ Nhục ?-321-325         | (5)Huệ Đế Thác Bạt Hạ Nhục ?-321-325         | (5)Huệ Đế Thác Bạt Hạ Nhục ?-321-325         | (5)Huệ Đế Thác Bạt Hạ Nhục ?-321-325         | (5)Huệ Đế Thác Bạt Hạ Nhục ?-321-325         |  |  | (6)Dương Đế Thác Bạt Hột Na ?-325-329 335-337-?    | (6)Dương Đế Thác Bạt Hột Na ?-325-329 335-337-?    | (6)Dương Đế Thác Bạt Hột Na ?-325-329 335-337-?    | (6)Dương Đế Thác Bạt Hột Na ?-325-329 335-337-?    | (6)Dương Đế Thác Bạt Hột Na ?-325-329 335-337-?    | (6)Dương Đế Thác Bạt Hột Na ?-325-329 335-337-?    |  |  | (4)Bình Văn Đế Thác Bạt Úc Luật ?-316-321                   | (4)Bình Văn Đế Thác Bạt Úc Luật ?-316-321                   | (4)Bình Văn Đế Thác Bạt Úc Luật ?-316-321                   | (4)Bình Văn Đế Thác Bạt Úc Luật ?-316-321                   | (4)Bình Văn Đế Thác Bạt Úc Luật ?-316-321                   | (4)Bình Văn Đế Thác Bạt Úc Luật ?-316-321                   |  |  |                                                  |                                                  |                                                  |                                                  |                                                  |                                                  |  |  |                                                     |                                                     |                                                     |                                                     |                                                     |                                                     |                                               |                                               |                                               |                                               |                                            |                                            |                                            |                                            |  |  |                                                  |                                                  |                                                  |                                                  |                                                  |                                                  |  |  |  |  |  |  |  |  |  |  |  |  |  |  |  |  |  |  |  |  |
|                                                 |                                                 |                                                 |                                                 |                                                 |                                                 |                             |                             |                                               |                                               |                                               |                                               |                                               |                                               |  |  |                                                  |                                                  |                                                  |                                                  |                                                  |                                                  |  |  |                                              |                                              |                                              |                                              |                                              |                                              |  |  |                                                    |                                                    |                                                    |                                                    |                                                    |                                                    |  |  |                                                             |                                                             |                                                             |                                                             |                                                             |                                                             |  |  |                                                  |                                                  |                                                  |                                                  |                                                  |                                                  |  |  |                                                     |                                                     |                                                     |                                                     |                                                     |                                                     |                                               |                                               |                                               |                                               |                                            |                                            |                                            |                                            |  |  |                                                  |                                                  |                                                  |                                                  |                                                  |                                                  |  |  |  |  |  |  |  |  |  |  |  |  |  |  |  |  |  |  |  |  |
|                                                 |                                                 |                                                 |                                                 |                                                 |                                                 |                             |                             | □                                             | □                                             | □                                             | □                                             | □                                             | □                                             |  |  | (3)Thác Bạt Phổ Căn nhi tử 316                   | (3)Thác Bạt Phổ Căn nhi tử 316                   | (3)Thác Bạt Phổ Căn nhi tử 316                   | (3)Thác Bạt Phổ Căn nhi tử 316                   | (3)Thác Bạt Phổ Căn nhi tử 316                   | (3)Thác Bạt Phổ Căn nhi tử 316                   |  |  |                                              |                                              |                                              |                                              |                                              |                                              |  |  | (7)Liệt Đế Thác Bạt Ế Hòe ?-329-335 337-338        | (7)Liệt Đế Thác Bạt Ế Hòe ?-329-335 337-338        | (7)Liệt Đế Thác Bạt Ế Hòe ?-329-335 337-338        | (7)Liệt Đế Thác Bạt Ế Hòe ?-329-335 337-338        | (7)Liệt Đế Thác Bạt Ế Hòe ?-329-335 337-338        | (7)Liệt Đế Thác Bạt Ế Hòe ?-329-335 337-338        |  |  | (8)Chiêu Thành Đế Thác Bạt Thập Dực Kiền 318-338-376        | (8)Chiêu Thành Đế Thác Bạt Thập Dực Kiền 318-338-376        | (8)Chiêu Thành Đế Thác Bạt Thập Dực Kiền 318-338-376        | (8)Chiêu Thành Đế Thác Bạt Thập Dực Kiền 318-338-376        | (8)Chiêu Thành Đế Thác Bạt Thập Dực Kiền 318-338-376        | (8)Chiêu Thành Đế Thác Bạt Thập Dực Kiền 318-338-376        |  |  | Cao Lương vương Thác Bạt Cô                      | Cao Lương vương Thác Bạt Cô                      | Cao Lương vương Thác Bạt Cô                      | Cao Lương vương Thác Bạt Cô                      | Cao Lương vương Thác Bạt Cô                      | Cao Lương vương Thác Bạt Cô                      |  |  |                                                     |                                                     |                                                     |                                                     |                                                     |                                                     |                                               |                                               |                                               |                                               |                                            |                                            |                                            |                                            |  |  |                                                  |                                                  |                                                  |                                                  |                                                  |                                                  |  |  |  |  |  |  |  |  |  |  |  |  |  |  |  |  |  |  |  |  |
|                                                 |                                                 |                                                 |                                                 |                                                 |                                                 |                             |                             | □                                             | □                                             | □                                             | □                                             | □                                             | □                                             |  |  | (3)Thác Bạt Phổ Căn nhi tử 316                   | (3)Thác Bạt Phổ Căn nhi tử 316                   | (3)Thác Bạt Phổ Căn nhi tử 316                   | (3)Thác Bạt Phổ Căn nhi tử 316                   | (3)Thác Bạt Phổ Căn nhi tử 316                   | (3)Thác Bạt Phổ Căn nhi tử 316                   |  |  |                                              |                                              |                                              |                                              |                                              |                                              |  |  | (7)Liệt Đế Thác Bạt Ế Hòe ?-329-335 337-338        | (7)Liệt Đế Thác Bạt Ế Hòe ?-329-335 337-338        | (7)Liệt Đế Thác Bạt Ế Hòe ?-329-335 337-338        | (7)Liệt Đế Thác Bạt Ế Hòe ?-329-335 337-338        | (7)Liệt Đế Thác Bạt Ế Hòe ?-329-335 337-338        | (7)Liệt Đế Thác Bạt Ế Hòe ?-329-335 337-338        |  |  | (8)Chiêu Thành Đế Thác Bạt Thập Dực Kiền 318-338-376        | (8)Chiêu Thành Đế Thác Bạt Thập Dực Kiền 318-338-376        | (8)Chiêu Thành Đế Thác Bạt Thập Dực Kiền 318-338-376        | (8)Chiêu Thành Đế Thác Bạt Thập Dực Kiền 318-338-376        | (8)Chiêu Thành Đế Thác Bạt Thập Dực Kiền 318-338-376        | (8)Chiêu Thành Đế Thác Bạt Thập Dực Kiền 318-338-376        |  |  | Cao Lương vương Thác Bạt Cô                      | Cao Lương vương Thác Bạt Cô                      | Cao Lương vương Thác Bạt Cô                      | Cao Lương vương Thác Bạt Cô                      | Cao Lương vương Thác Bạt Cô                      | Cao Lương vương Thác Bạt Cô                      |  |  |                                                     |                                                     |                                                     |                                                     |                                                     |                                                     |                                               |                                               |                                               |                                               |                                            |                                            |                                            |                                            |  |  |                                                  |                                                  |                                                  |                                                  |                                                  |                                                  |  |  |  |  |  |  |  |  |  |  |  |  |  |  |  |  |  |  |  |  |
|                                                 |                                                 |                                                 |                                                 |                                                 |                                                 |                             |                             | Thốc Phát Thôi Cân ?-?-365                    | Thốc Phát Thôi Cân ?-?-365                    | Thốc Phát Thôi Cân ?-?-365                    | Thốc Phát Thôi Cân ?-?-365                    | Thốc Phát Thôi Cân ?-?-365                    | Thốc Phát Thôi Cân ?-?-365                    |  |  |                                                  |                                                  |                                                  |                                                  |                                                  |                                                  |  |  |                                              |                                              |                                              |                                              |                                              |                                              |  |  |                                                    |                                                    |                                                    |                                                    |                                                    |                                                    |  |  | Hiến Minh Đế Thác Bạt Thật ?-371                            | Hiến Minh Đế Thác Bạt Thật ?-371                            | Hiến Minh Đế Thác Bạt Thật ?-371                            | Hiến Minh Đế Thác Bạt Thật ?-371                            | Hiến Minh Đế Thác Bạt Thật ?-371                            | Hiến Minh Đế Thác Bạt Thật ?-371                            |  |  |                                                  |                                                  |                                                  |                                                  |                                                  |                                                  |  |  |                                                     |                                                     |                                                     |                                                     |                                                     |                                                     |                                               |                                               |                                               |                                               |                                            |                                            |                                            |                                            |  |  |                                                  |                                                  |                                                  |                                                  |                                                  |                                                  |  |  |  |  |  |  |  |  |  |  |  |  |  |  |  |  |  |  |  |  |
|                                                 |                                                 |                                                 |                                                 |                                                 |                                                 |                             |                             | Thốc Phát Thôi Cân ?-?-365                    | Thốc Phát Thôi Cân ?-?-365                    | Thốc Phát Thôi Cân ?-?-365                    | Thốc Phát Thôi Cân ?-?-365                    | Thốc Phát Thôi Cân ?-?-365                    | Thốc Phát Thôi Cân ?-?-365                    |  |  |                                                  |                                                  |                                                  |                                                  |                                                  |                                                  |  |  |                                              |                                              |                                              |                                              |                                              |                                              |  |  |                                                    |                                                    |                                                    |                                                    |                                                    |                                                    |  |  | Hiến Minh Đế Thác Bạt Thật ?-371                            | Hiến Minh Đế Thác Bạt Thật ?-371                            | Hiến Minh Đế Thác Bạt Thật ?-371                            | Hiến Minh Đế Thác Bạt Thật ?-371                            | Hiến Minh Đế Thác Bạt Thật ?-371                            | Hiến Minh Đế Thác Bạt Thật ?-371                            |  |  |                                                  |                                                  |                                                  |                                                  |                                                  |                                                  |  |  |                                                     |                                                     |                                                     |                                                     |                                                     |                                                     |                                               |                                               |                                               |                                               |                                            |                                            |                                            |                                            |  |  |                                                  |                                                  |                                                  |                                                  |                                                  |                                                  |  |  |  |  |  |  |  |  |  |  |  |  |  |  |  |  |  |  |  |  |
|                                                 |                                                 |                                                 |                                                 |                                                 |                                                 |                             |                             |                                               |                                               |                                               |                                               |                                               |                                               |  |  |                                                  |                                                  |                                                  |                                                  |                                                  |                                                  |  |  |                                              |                                              |                                              |                                              |                                              |                                              |  |  |                                                    |                                                    |                                                    |                                                    |                                                    |                                                    |  |  | Bắc Ngụy                                                    |                                                             |                                                             |                                                             |                                                             |                                                             |  |  |                                                  |                                                  |                                                  |                                                  |                                                  |                                                  |  |  |                                                     |                                                     |                                                     |                                                     |                                                     |                                                     |                                               |                                               |                                               |                                               |                                            |                                            |                                            |                                            |  |  |                                                  |                                                  |                                                  |                                                  |                                                  |                                                  |  |  |  |  |  |  |  |  |  |  |  |  |  |  |  |  |  |  |  |  |
|                                                 |                                                 |                                                 |                                                 |                                                 |                                                 |                             |                             | Thốc Phát Tư Phục Kiện ?-365-?                | Thốc Phát Tư Phục Kiện ?-365-?                | Thốc Phát Tư Phục Kiện ?-365-?                | Thốc Phát Tư Phục Kiện ?-365-?                | Thốc Phát Tư Phục Kiện ?-365-?                | Thốc Phát Tư Phục Kiện ?-365-?                |  |  |                                                  |                                                  |                                                  |                                                  |                                                  |                                                  |  |  |                                              |                                              |                                              |                                              |                                              |                                              |  |  |                                                    |                                                    |                                                    |                                                    |                                                    |                                                    |  |  | (1)Bắc Ngụy Đạo Vũ Đế Thác Bạt Khuê 371-386 386-398 398-409 | (1)Bắc Ngụy Đạo Vũ Đế Thác Bạt Khuê 371-386 386-398 398-409 | (1)Bắc Ngụy Đạo Vũ Đế Thác Bạt Khuê 371-386 386-398 398-409 | (1)Bắc Ngụy Đạo Vũ Đế Thác Bạt Khuê 371-386 386-398 398-409 | (1)Bắc Ngụy Đạo Vũ Đế Thác Bạt Khuê 371-386 386-398 398-409 | (1)Bắc Ngụy Đạo Vũ Đế Thác Bạt Khuê 371-386 386-398 398-409 |  |  |                                                  |                                                  |                                                  |                                                  |                                                  |                                                  |  |  |                                                     |                                                     |                                                     |                                                     |                                                     |                                                     |                                               |                                               |                                               |                                               |                                            |                                            |                                            |                                            |  |  |                                                  |                                                  |                                                  |                                                  |                                                  |                                                  |  |  |  |  |  |  |  |  |  |  |  |  |  |  |  |  |  |  |  |  |
|                                                 |                                                 |                                                 |                                                 |                                                 |                                                 |                             |                             | Thốc Phát Tư Phục Kiện ?-365-?                | Thốc Phát Tư Phục Kiện ?-365-?                | Thốc Phát Tư Phục Kiện ?-365-?                | Thốc Phát Tư Phục Kiện ?-365-?                | Thốc Phát Tư Phục Kiện ?-365-?                | Thốc Phát Tư Phục Kiện ?-365-?                |  |  |                                                  |                                                  |                                                  |                                                  |                                                  |                                                  |  |  |                                              |                                              |                                              |                                              |                                              |                                              |  |  |                                                    |                                                    |                                                    |                                                    |                                                    |                                                    |  |  | (1)Bắc Ngụy Đạo Vũ Đế Thác Bạt Khuê 371-386 386-398 398-409 | (1)Bắc Ngụy Đạo Vũ Đế Thác Bạt Khuê 371-386 386-398 398-409 | (1)Bắc Ngụy Đạo Vũ Đế Thác Bạt Khuê 371-386 386-398 398-409 | (1)Bắc Ngụy Đạo Vũ Đế Thác Bạt Khuê 371-386 386-398 398-409 | (1)Bắc Ngụy Đạo Vũ Đế Thác Bạt Khuê 371-386 386-398 398-409 | (1)Bắc Ngụy Đạo Vũ Đế Thác Bạt Khuê 371-386 386-398 398-409 |  |  |                                                  |                                                  |                                                  |                                                  |                                                  |                                                  |  |  |                                                     |                                                     |                                                     |                                                     |                                                     |                                                     |                                               |                                               |                                               |                                               |                                            |                                            |                                            |                                            |  |  |                                                  |                                                  |                                                  |                                                  |                                                  |                                                  |  |  |  |  |  |  |  |  |  |  |  |  |  |  |  |  |  |  |  |  |
|                                                 |                                                 |                                                 |                                                 |                                                 |                                                 |                             |                             |                                               |                                               |                                               |                                               |                                               |                                               |  |  |                                                  |                                                  |                                                  |                                                  |                                                  |                                                  |  |  |                                              |                                              |                                              |                                              |                                              |                                              |  |  |                                                    |                                                    |                                                    |                                                    |                                                    |                                                    |  |  |                                                             |                                                             |                                                             |                                                             |                                                             |                                                             |  |  |                                                  |                                                  |                                                  |                                                  |                                                  |                                                  |  |  |                                                     |                                                     |                                                     |                                                     |                                                     |                                                     |                                               |                                               |                                               |                                               |                                            |                                            |                                            |                                            |  |  |                                                  |                                                  |                                                  |                                                  |                                                  |                                                  |  |  |  |  |  |  |  |  |  |  |  |  |  |  |  |  |  |  |  |  |
| Nam Lương                                       |                                                 |                                                 |                                                 |                                                 |                                                 |                             |                             |                                               |                                               |                                               |                                               |                                               |                                               |  |  |                                                  |                                                  |                                                  |                                                  |                                                  |                                                  |  |  |                                              |                                              |                                              |                                              |                                              |                                              |  |  |                                                    |                                                    |                                                    |                                                    |                                                    |                                                    |  |  |                                                             |                                                             |                                                             |                                                             |                                                             |                                                             |  |  |                                                  |                                                  |                                                  |                                                  |                                                  |                                                  |  |  |                                                     |                                                     |                                                     |                                                     |                                                     |                                                     |                                               |                                               |                                               |                                               |                                            |                                            |                                            |                                            |  |  |                                                  |                                                  |                                                  |                                                  |                                                  |                                                  |  |  |  |  |  |  |  |  |  |  |  |  |  |  |  |  |  |  |  |  |
| (1)Vũ Vương Thốc Phát Ô Cô ?-?-397 397-399      | (1)Vũ Vương Thốc Phát Ô Cô ?-?-397 397-399      | (1)Vũ Vương Thốc Phát Ô Cô ?-?-397 397-399      | (1)Vũ Vương Thốc Phát Ô Cô ?-?-397 397-399      | (1)Vũ Vương Thốc Phát Ô Cô ?-?-397 397-399      | (1)Vũ Vương Thốc Phát Ô Cô ?-?-397 397-399      |                             |                             | (2)Khang Vương Thốc Phát Lợi Lộc Cô ?-399-402 | (2)Khang Vương Thốc Phát Lợi Lộc Cô ?-399-402 | (2)Khang Vương Thốc Phát Lợi Lộc Cô ?-399-402 | (2)Khang Vương Thốc Phát Lợi Lộc Cô ?-399-402 | (2)Khang Vương Thốc Phát Lợi Lộc Cô ?-399-402 | (2)Khang Vương Thốc Phát Lợi Lộc Cô ?-399-402 |  |  | (3)Cảnh Vương Thốc Phát Nục Đàn ?-402-414-415    | (3)Cảnh Vương Thốc Phát Nục Đàn ?-402-414-415    | (3)Cảnh Vương Thốc Phát Nục Đàn ?-402-414-415    | (3)Cảnh Vương Thốc Phát Nục Đàn ?-402-414-415    | (3)Cảnh Vương Thốc Phát Nục Đàn ?-402-414-415    | (3)Cảnh Vương Thốc Phát Nục Đàn ?-402-414-415    |  |  |                                              |                                              |                                              |                                              |                                              |                                              |  |  |                                                    |                                                    |                                                    |                                                    |                                                    |                                                    |  |  | (2)Bắc Ngụy Minh Nguyên Đế Thác Bạt Tự 392-409-423          | (2)Bắc Ngụy Minh Nguyên Đế Thác Bạt Tự 392-409-423          | (2)Bắc Ngụy Minh Nguyên Đế Thác Bạt Tự 392-409-423          | (2)Bắc Ngụy Minh Nguyên Đế Thác Bạt Tự 392-409-423          | (2)Bắc Ngụy Minh Nguyên Đế Thác Bạt Tự 392-409-423          | (2)Bắc Ngụy Minh Nguyên Đế Thác Bạt Tự 392-409-423          |  |  |                                                  |                                                  |                                                  |                                                  |                                                  |                                                  |  |  |                                                     |                                                     |                                                     |                                                     |                                                     |                                                     |                                               |                                               |                                               |                                               |                                            |                                            |                                            |                                            |  |  |                                                  |                                                  |                                                  |                                                  |                                                  |                                                  |  |  |  |  |  |  |  |  |  |  |  |  |  |  |  |  |  |  |  |  |
| (1)Vũ Vương Thốc Phát Ô Cô ?-?-397 397-399      | (1)Vũ Vương Thốc Phát Ô Cô ?-?-397 397-399      | (1)Vũ Vương Thốc Phát Ô Cô ?-?-397 397-399      | (1)Vũ Vương Thốc Phát Ô Cô ?-?-397 397-399      | (1)Vũ Vương Thốc Phát Ô Cô ?-?-397 397-399      | (1)Vũ Vương Thốc Phát Ô Cô ?-?-397 397-399      |                             |                             | (2)Khang Vương Thốc Phát Lợi Lộc Cô ?-399-402 | (2)Khang Vương Thốc Phát Lợi Lộc Cô ?-399-402 | (2)Khang Vương Thốc Phát Lợi Lộc Cô ?-399-402 | (2)Khang Vương Thốc Phát Lợi Lộc Cô ?-399-402 | (2)Khang Vương Thốc Phát Lợi Lộc Cô ?-399-402 | (2)Khang Vương Thốc Phát Lợi Lộc Cô ?-399-402 |  |  | (3)Cảnh Vương Thốc Phát Nục Đàn ?-402-414-415    | (3)Cảnh Vương Thốc Phát Nục Đàn ?-402-414-415    | (3)Cảnh Vương Thốc Phát Nục Đàn ?-402-414-415    | (3)Cảnh Vương Thốc Phát Nục Đàn ?-402-414-415    | (3)Cảnh Vương Thốc Phát Nục Đàn ?-402-414-415    | (3)Cảnh Vương Thốc Phát Nục Đàn ?-402-414-415    |  |  |                                              |                                              |                                              |                                              |                                              |                                              |  |  |                                                    |                                                    |                                                    |                                                    |                                                    |                                                    |  |  | (2)Bắc Ngụy Minh Nguyên Đế Thác Bạt Tự 392-409-423          | (2)Bắc Ngụy Minh Nguyên Đế Thác Bạt Tự 392-409-423          | (2)Bắc Ngụy Minh Nguyên Đế Thác Bạt Tự 392-409-423          | (2)Bắc Ngụy Minh Nguyên Đế Thác Bạt Tự 392-409-423          | (2)Bắc Ngụy Minh Nguyên Đế Thác Bạt Tự 392-409-423          | (2)Bắc Ngụy Minh Nguyên Đế Thác Bạt Tự 392-409-423          |  |  |                                                  |                                                  |                                                  |                                                  |                                                  |                                                  |  |  |                                                     |                                                     |                                                     |                                                     |                                                     |                                                     |                                               |                                               |                                               |                                               |                                            |                                            |                                            |                                            |  |  |                                                  |                                                  |                                                  |                                                  |                                                  |                                                  |  |  |  |  |  |  |  |  |  |  |  |  |  |  |  |  |  |  |  |  |
|                                                 |                                                 |                                                 |                                                 |                                                 |                                                 |                             |                             |                                               |                                               |                                               |                                               |                                               |                                               |  |  |                                                  |                                                  |                                                  |                                                  |                                                  |                                                  |  |  |                                              |                                              |                                              |                                              |                                              |                                              |  |  |                                                    |                                                    |                                                    |                                                    |                                                    |                                                    |  |  | (3)Bắc Ngụy Thái Vũ Đế Thác Bạt Đảo 408-423-452             |                                                             |                                                             |                                                             |                                                             |                                                             |  |  |                                                  |                                                  |                                                  |                                                  |                                                  |                                                  |  |  |                                                     |                                                     |                                                     |                                                     |                                                     |                                                     |                                               |                                               |                                               |                                               |                                            |                                            |                                            |                                            |  |  |                                                  |                                                  |                                                  |                                                  |                                                  |                                                  |  |  |  |  |  |  |  |  |  |  |  |  |  |  |  |  |  |  |  |  |
|                                                 |                                                 |                                                 |                                                 |                                                 |                                                 |                             |                             |                                               |                                               |                                               |                                               |                                               |                                               |  |  |                                                  |                                                  |                                                  |                                                  |                                                  |                                                  |  |  |                                              |                                              |                                              |                                              |                                              |                                              |  |  |                                                    |                                                    |                                                    |                                                    |                                                    |                                                    |  |  |                                                             |                                                             |                                                             |                                                             |                                                             |                                                             |  |  |                                                  |                                                  |                                                  |                                                  |                                                  |                                                  |  |  |                                                     |                                                     |                                                     |                                                     |                                                     |                                                     |                                               |                                               |                                               |                                               |                                            |                                            |                                            |                                            |  |  |                                                  |                                                  |                                                  |                                                  |                                                  |                                                  |  |  |  |  |  |  |  |  |  |  |  |  |  |  |  |  |  |  |  |  |
|                                                 |                                                 |                                                 |                                                 |                                                 |                                                 |                             |                             |                                               |                                               |                                               |                                               |                                               |                                               |  |  |                                                  |                                                  |                                                  |                                                  |                                                  |                                                  |  |  |                                              |                                              |                                              |                                              |                                              |                                              |  |  |                                                    |                                                    |                                                    |                                                    |                                                    |                                                    |  |  |                                                             |                                                             |                                                             |                                                             |                                                             |                                                             |  |  |                                                  |                                                  |                                                  |                                                  |                                                  |                                                  |  |  |                                                     |                                                     |                                                     |                                                     |                                                     |                                                     |                                               |                                               |                                               |                                               |                                            |                                            |                                            |                                            |  |  |                                                  |                                                  |                                                  |                                                  |                                                  |                                                  |  |  |  |  |  |  |  |  |  |  |  |  |  |  |  |  |  |  |  |  |
|                                                 |                                                 |                                                 |                                                 |                                                 |                                                 |                             |                             |                                               |                                               |                                               |                                               |                                               |                                               |  |  |                                                  |                                                  |                                                  |                                                  |                                                  |                                                  |  |  |                                              |                                              |                                              |                                              |                                              |                                              |  |  | Cảnh Mục Đế Thác Bạt Hoảng 428-451                 | Cảnh Mục Đế Thác Bạt Hoảng 428-451                 | Cảnh Mục Đế Thác Bạt Hoảng 428-451                 | Cảnh Mục Đế Thác Bạt Hoảng 428-451                 | Cảnh Mục Đế Thác Bạt Hoảng 428-451                 | Cảnh Mục Đế Thác Bạt Hoảng 428-451                 |  |  |                                                             |                                                             |                                                             |                                                             |                                                             |                                                             |  |  | (4)Nam An Ẩn vương Thác Bạc Dư ?-452             | (4)Nam An Ẩn vương Thác Bạc Dư ?-452             | (4)Nam An Ẩn vương Thác Bạc Dư ?-452             | (4)Nam An Ẩn vương Thác Bạc Dư ?-452             | (4)Nam An Ẩn vương Thác Bạc Dư ?-452             | (4)Nam An Ẩn vương Thác Bạc Dư ?-452             |  |  |                                                     |                                                     |                                                     |                                                     |                                                     |                                                     |                                               |                                               |                                               |                                               |                                            |                                            |                                            |                                            |  |  |                                                  |                                                  |                                                  |                                                  |                                                  |                                                  |  |  |  |  |  |  |  |  |  |  |  |  |  |  |  |  |  |  |  |  |
|                                                 |                                                 |                                                 |                                                 |                                                 |                                                 |                             |                             |                                               |                                               |                                               |                                               |                                               |                                               |  |  |                                                  |                                                  |                                                  |                                                  |                                                  |                                                  |  |  |                                              |                                              |                                              |                                              |                                              |                                              |  |  | Cảnh Mục Đế Thác Bạt Hoảng 428-451                 | Cảnh Mục Đế Thác Bạt Hoảng 428-451                 | Cảnh Mục Đế Thác Bạt Hoảng 428-451                 | Cảnh Mục Đế Thác Bạt Hoảng 428-451                 | Cảnh Mục Đế Thác Bạt Hoảng 428-451                 | Cảnh Mục Đế Thác Bạt Hoảng 428-451                 |  |  |                                                             |                                                             |                                                             |                                                             |                                                             |                                                             |  |  | (4)Nam An Ẩn vương Thác Bạc Dư ?-452             | (4)Nam An Ẩn vương Thác Bạc Dư ?-452             | (4)Nam An Ẩn vương Thác Bạc Dư ?-452             | (4)Nam An Ẩn vương Thác Bạc Dư ?-452             | (4)Nam An Ẩn vương Thác Bạc Dư ?-452             | (4)Nam An Ẩn vương Thác Bạc Dư ?-452             |  |  |                                                     |                                                     |                                                     |                                                     |                                                     |                                                     |                                               |                                               |                                               |                                               |                                            |                                            |                                            |                                            |  |  |                                                  |                                                  |                                                  |                                                  |                                                  |                                                  |  |  |  |  |  |  |  |  |  |  |  |  |  |  |  |  |  |  |  |  |
|                                                 |                                                 |                                                 |                                                 |                                                 |                                                 |                             |                             |                                               |                                               |                                               |                                               |                                               |                                               |  |  |                                                  |                                                  |                                                  |                                                  |                                                  |                                                  |  |  |                                              |                                              |                                              |                                              |                                              |                                              |  |  |                                                    |                                                    |                                                    |                                                    |                                                    |                                                    |  |  |                                                             |                                                             |                                                             |                                                             |                                                             |                                                             |  |  |                                                  |                                                  |                                                  |                                                  |                                                  |                                                  |  |  |                                                     |                                                     |                                                     |                                                     |                                                     |                                                     |                                               |                                               |                                               |                                               |                                            |                                            |                                            |                                            |  |  |                                                  |                                                  |                                                  |                                                  |                                                  |                                                  |  |  |  |  |  |  |  |  |  |  |  |  |  |  |  |  |  |  |  |  |
|                                                 |                                                 |                                                 |                                                 |                                                 |                                                 |                             |                             |                                               |                                               |                                               |                                               |                                               |                                               |  |  |                                                  |                                                  |                                                  |                                                  |                                                  |                                                  |  |  |                                              |                                              |                                              |                                              |                                              |                                              |  |  | (5)Bắc Ngụy Văn Thành Đế Thác Bạt Tuấn 440-452-465 | (5)Bắc Ngụy Văn Thành Đế Thác Bạt Tuấn 440-452-465 | (5)Bắc Ngụy Văn Thành Đế Thác Bạt Tuấn 440-452-465 | (5)Bắc Ngụy Văn Thành Đế Thác Bạt Tuấn 440-452-465 | (5)Bắc Ngụy Văn Thành Đế Thác Bạt Tuấn 440-452-465 | (5)Bắc Ngụy Văn Thành Đế Thác Bạt Tuấn 440-452-465 |  |  |                                                             |                                                             |                                                             |                                                             |                                                             |                                                             |  |  |                                                  |                                                  |                                                  |                                                  |                                                  |                                                  |  |  |                                                     |                                                     |                                                     |                                                     |                                                     |                                                     |                                               |                                               | Nam An Huệ vương Thác Bạt Trinh ?-496         | Nam An Huệ vương Thác Bạt Trinh ?-496         | Nam An Huệ vương Thác Bạt Trinh ?-496      | Nam An Huệ vương Thác Bạt Trinh ?-496      | Nam An Huệ vương Thác Bạt Trinh ?-496      | Nam An Huệ vương Thác Bạt Trinh ?-496      |  |  | Chương Vũ Kính vương Thác Bạt Thái Lạc ?-468     | Chương Vũ Kính vương Thác Bạt Thái Lạc ?-468     | Chương Vũ Kính vương Thác Bạt Thái Lạc ?-468     | Chương Vũ Kính vương Thác Bạt Thái Lạc ?-468     | Chương Vũ Kính vương Thác Bạt Thái Lạc ?-468     | Chương Vũ Kính vương Thác Bạt Thái Lạc ?-468     |  |  |  |  |  |  |  |  |  |  |  |  |  |  |  |  |  |  |  |  |
|                                                 |                                                 |                                                 |                                                 |                                                 |                                                 |                             |                             |                                               |                                               |                                               |                                               |                                               |                                               |  |  |                                                  |                                                  |                                                  |                                                  |                                                  |                                                  |  |  |                                              |                                              |                                              |                                              |                                              |                                              |  |  | (5)Bắc Ngụy Văn Thành Đế Thác Bạt Tuấn 440-452-465 | (5)Bắc Ngụy Văn Thành Đế Thác Bạt Tuấn 440-452-465 | (5)Bắc Ngụy Văn Thành Đế Thác Bạt Tuấn 440-452-465 | (5)Bắc Ngụy Văn Thành Đế Thác Bạt Tuấn 440-452-465 | (5)Bắc Ngụy Văn Thành Đế Thác Bạt Tuấn 440-452-465 | (5)Bắc Ngụy Văn Thành Đế Thác Bạt Tuấn 440-452-465 |  |  |                                                             |                                                             |                                                             |                                                             |                                                             |                                                             |  |  |                                                  |                                                  |                                                  |                                                  |                                                  |                                                  |  |  |                                                     |                                                     |                                                     |                                                     |                                                     |                                                     |                                               |                                               | Nam An Huệ vương Thác Bạt Trinh ?-496         | Nam An Huệ vương Thác Bạt Trinh ?-496         | Nam An Huệ vương Thác Bạt Trinh ?-496      | Nam An Huệ vương Thác Bạt Trinh ?-496      | Nam An Huệ vương Thác Bạt Trinh ?-496      | Nam An Huệ vương Thác Bạt Trinh ?-496      |  |  | Chương Vũ Kính vương Thác Bạt Thái Lạc ?-468     | Chương Vũ Kính vương Thác Bạt Thái Lạc ?-468     | Chương Vũ Kính vương Thác Bạt Thái Lạc ?-468     | Chương Vũ Kính vương Thác Bạt Thái Lạc ?-468     | Chương Vũ Kính vương Thác Bạt Thái Lạc ?-468     | Chương Vũ Kính vương Thác Bạt Thái Lạc ?-468     |  |  |  |  |  |  |  |  |  |  |  |  |  |  |  |  |  |  |  |  |
|                                                 |                                                 |                                                 |                                                 |                                                 |                                                 |                             |                             |                                               |                                               |                                               |                                               |                                               |                                               |  |  |                                                  |                                                  |                                                  |                                                  |                                                  |                                                  |  |  |                                              |                                              |                                              |                                              |                                              |                                              |  |  |                                                    |                                                    |                                                    |                                                    |                                                    |                                                    |  |  |                                                             |                                                             |                                                             |                                                             |                                                             |                                                             |  |  |                                                  |                                                  |                                                  |                                                  |                                                  |                                                  |  |  |                                                     |                                                     |                                                     |                                                     |                                                     |                                                     |                                               |                                               |                                               |                                               |                                            |                                            |                                            |                                            |  |  |                                                  |                                                  |                                                  |                                                  |                                                  |                                                  |  |  |  |  |  |  |  |  |  |  |  |  |  |  |  |  |  |  |  |  |
|                                                 |                                                 |                                                 |                                                 |                                                 |                                                 |                             |                             |                                               |                                               |                                               |                                               |                                               |                                               |  |  |                                                  |                                                  |                                                  |                                                  |                                                  |                                                  |  |  |                                              |                                              |                                              |                                              |                                              |                                              |  |  |                                                    |                                                    |                                                    |                                                    |                                                    |                                                    |  |  |                                                             |                                                             |                                                             |                                                             |                                                             |                                                             |  |  |                                                  |                                                  |                                                  |                                                  |                                                  |                                                  |  |  |                                                     |                                                     |                                                     |                                                     |                                                     |                                                     |                                               |                                               |                                               |                                               |                                            |                                            |                                            |                                            |  |  |                                                  |                                                  |                                                  |                                                  |                                                  |                                                  |  |  |  |  |  |  |  |  |  |  |  |  |  |  |  |  |  |  |  |  |
|                                                 |                                                 |                                                 |                                                 |                                                 |                                                 |                             |                             |                                               |                                               |                                               |                                               |                                               |                                               |  |  |                                                  |                                                  |                                                  |                                                  |                                                  |                                                  |  |  |                                              |                                              |                                              |                                              |                                              |                                              |  |  |                                                    |                                                    |                                                    |                                                    |                                                    |                                                    |  |  |                                                             |                                                             |                                                             |                                                             |                                                             |                                                             |  |  |                                                  |                                                  |                                                  |                                                  |                                                  |                                                  |  |  |                                                     |                                                     |                                                     |                                                     |                                                     |                                                     |                                               |                                               |                                               |                                               |                                            |                                            |                                            |                                            |  |  |                                                  |                                                  |                                                  |                                                  |                                                  |                                                  |  |  |  |  |  |  |  |  |  |  |  |  |  |  |  |  |  |  |  |  |
|                                                 |                                                 |                                                 |                                                 |                                                 |                                                 |                             |                             |                                               |                                               |                                               |                                               |                                               |                                               |  |  |                                                  |                                                  |                                                  |                                                  |                                                  |                                                  |  |  |                                              |                                              |                                              |                                              |                                              |                                              |  |  | (6)Bắc Ngụy Hiến Văn Đế Thác Bạt Hoằng 454-465-476 | (6)Bắc Ngụy Hiến Văn Đế Thác Bạt Hoằng 454-465-476 | (6)Bắc Ngụy Hiến Văn Đế Thác Bạt Hoằng 454-465-476 | (6)Bắc Ngụy Hiến Văn Đế Thác Bạt Hoằng 454-465-476 | (6)Bắc Ngụy Hiến Văn Đế Thác Bạt Hoằng 454-465-476 | (6)Bắc Ngụy Hiến Văn Đế Thác Bạt Hoằng 454-465-476 |  |  |                                                             |                                                             |                                                             |                                                             |                                                             |                                                             |  |  |                                                  |                                                  |                                                  |                                                  |                                                  |                                                  |  |  | Trung Sơn Hiến Vũ vương Nguyên Anh ?-510            | Trung Sơn Hiến Vũ vương Nguyên Anh ?-510            | Trung Sơn Hiến Vũ vương Nguyên Anh ?-510            | Trung Sơn Hiến Vũ vương Nguyên Anh ?-510            | Trung Sơn Hiến Vũ vương Nguyên Anh ?-510            | Trung Sơn Hiến Vũ vương Nguyên Anh ?-510            |                                               |                                               | Chương Vũ vương Nguyên Bân 464-499            | Chương Vũ vương Nguyên Bân 464-499            | Chương Vũ vương Nguyên Bân 464-499         | Chương Vũ vương Nguyên Bân 464-499         | Chương Vũ vương Nguyên Bân 464-499         | Chương Vũ vương Nguyên Bân 464-499         |  |  | Phù Phong vương Nguyên Di ?-?                    | Phù Phong vương Nguyên Di ?-?                    | Phù Phong vương Nguyên Di ?-?                    | Phù Phong vương Nguyên Di ?-?                    | Phù Phong vương Nguyên Di ?-?                    | Phù Phong vương Nguyên Di ?-?                    |  |  |  |  |  |  |  |  |  |  |  |  |  |  |  |  |  |  |  |  |
|                                                 |                                                 |                                                 |                                                 |                                                 |                                                 |                             |                             |                                               |                                               |                                               |                                               |                                               |                                               |  |  |                                                  |                                                  |                                                  |                                                  |                                                  |                                                  |  |  |                                              |                                              |                                              |                                              |                                              |                                              |  |  | (6)Bắc Ngụy Hiến Văn Đế Thác Bạt Hoằng 454-465-476 | (6)Bắc Ngụy Hiến Văn Đế Thác Bạt Hoằng 454-465-476 | (6)Bắc Ngụy Hiến Văn Đế Thác Bạt Hoằng 454-465-476 | (6)Bắc Ngụy Hiến Văn Đế Thác Bạt Hoằng 454-465-476 | (6)Bắc Ngụy Hiến Văn Đế Thác Bạt Hoằng 454-465-476 | (6)Bắc Ngụy Hiến Văn Đế Thác Bạt Hoằng 454-465-476 |  |  |                                                             |                                                             |                                                             |                                                             |                                                             |                                                             |  |  |                                                  |                                                  |                                                  |                                                  |                                                  |                                                  |  |  | Trung Sơn Hiến Vũ vương Nguyên Anh ?-510            | Trung Sơn Hiến Vũ vương Nguyên Anh ?-510            | Trung Sơn Hiến Vũ vương Nguyên Anh ?-510            | Trung Sơn Hiến Vũ vương Nguyên Anh ?-510            | Trung Sơn Hiến Vũ vương Nguyên Anh ?-510            | Trung Sơn Hiến Vũ vương Nguyên Anh ?-510            |                                               |                                               | Chương Vũ vương Nguyên Bân 464-499            | Chương Vũ vương Nguyên Bân 464-499            | Chương Vũ vương Nguyên Bân 464-499         | Chương Vũ vương Nguyên Bân 464-499         | Chương Vũ vương Nguyên Bân 464-499         | Chương Vũ vương Nguyên Bân 464-499         |  |  | Phù Phong vương Nguyên Di ?-?                    | Phù Phong vương Nguyên Di ?-?                    | Phù Phong vương Nguyên Di ?-?                    | Phù Phong vương Nguyên Di ?-?                    | Phù Phong vương Nguyên Di ?-?                    | Phù Phong vương Nguyên Di ?-?                    |  |  |  |  |  |  |  |  |  |  |  |  |  |  |  |  |  |  |  |  |
|                                                 |                                                 |                                                 |                                                 |                                                 |                                                 |                             |                             |                                               |                                               |                                               |                                               |                                               |                                               |  |  |                                                  |                                                  |                                                  |                                                  |                                                  |                                                  |  |  |                                              |                                              |                                              |                                              |                                              |                                              |  |  |                                                    |                                                    |                                                    |                                                    |                                                    |                                                    |  |  |                                                             |                                                             |                                                             |                                                             |                                                             |                                                             |  |  |                                                  |                                                  |                                                  |                                                  |                                                  |                                                  |  |  |                                                     |                                                     |                                                     |                                                     |                                                     |                                                     |                                               |                                               |                                               |                                               |                                            |                                            |                                            |                                            |  |  |                                                  |                                                  |                                                  |                                                  |                                                  |                                                  |  |  |  |  |  |  |  |  |  |  |  |  |  |  |  |  |  |  |  |  |
|                                                 |                                                 |                                                 |                                                 |                                                 |                                                 |                             |                             |                                               |                                               |                                               |                                               |                                               |                                               |  |  | (7)Bắc Ngụy Hiếu Văn Đế Nguyên Hoành 467-471-499 | (7)Bắc Ngụy Hiếu Văn Đế Nguyên Hoành 467-471-499 | (7)Bắc Ngụy Hiếu Văn Đế Nguyên Hoành 467-471-499 | (7)Bắc Ngụy Hiếu Văn Đế Nguyên Hoành 467-471-499 | (7)Bắc Ngụy Hiếu Văn Đế Nguyên Hoành 467-471-499 | (7)Bắc Ngụy Hiếu Văn Đế Nguyên Hoành 467-471-499 |  |  |                                              |                                              |                                              |                                              |                                              |                                              |  |  |                                                    |                                                    |                                                    |                                                    |                                                    |                                                    |  |  |                                                             |                                                             |                                                             |                                                             |                                                             |                                                             |  |  | Tiên Đế Nguyên Vũ 471-501                        | Tiên Đế Nguyên Vũ 471-501                        | Tiên Đế Nguyên Vũ 471-501                        | Tiên Đế Nguyên Vũ 471-501                        | Tiên Đế Nguyên Vũ 471-501                        | Tiên Đế Nguyên Vũ 471-501                        |  |  | Văn Mục Đế Nguyên Hiệp 473-508                      | Văn Mục Đế Nguyên Hiệp 473-508                      | Văn Mục Đế Nguyên Hiệp 473-508                      | Văn Mục Đế Nguyên Hiệp 473-508                      | Văn Mục Đế Nguyên Hiệp 473-508                      | Văn Mục Đế Nguyên Hiệp 473-508                      |                                               |                                               | Chương Vũ Trang Vũ vương Nguyên Dung ?-526    | Chương Vũ Trang Vũ vương Nguyên Dung ?-526    | Chương Vũ Trang Vũ vương Nguyên Dung ?-526 | Chương Vũ Trang Vũ vương Nguyên Dung ?-526 | Chương Vũ Trang Vũ vương Nguyên Dung ?-526 | Chương Vũ Trang Vũ vương Nguyên Dung ?-526 |  |  | (12)Trường Quảng vương Nguyên Diệp ?-530-531-532 | (12)Trường Quảng vương Nguyên Diệp ?-530-531-532 | (12)Trường Quảng vương Nguyên Diệp ?-530-531-532 | (12)Trường Quảng vương Nguyên Diệp ?-530-531-532 | (12)Trường Quảng vương Nguyên Diệp ?-530-531-532 | (12)Trường Quảng vương Nguyên Diệp ?-530-531-532 |  |  |  |  |  |  |  |  |  |  |  |  |  |  |  |  |  |  |  |  |
|                                                 |                                                 |                                                 |                                                 |                                                 |                                                 |                             |                             |                                               |                                               |                                               |                                               |                                               |                                               |  |  | (7)Bắc Ngụy Hiếu Văn Đế Nguyên Hoành 467-471-499 | (7)Bắc Ngụy Hiếu Văn Đế Nguyên Hoành 467-471-499 | (7)Bắc Ngụy Hiếu Văn Đế Nguyên Hoành 467-471-499 | (7)Bắc Ngụy Hiếu Văn Đế Nguyên Hoành 467-471-499 | (7)Bắc Ngụy Hiếu Văn Đế Nguyên Hoành 467-471-499 | (7)Bắc Ngụy Hiếu Văn Đế Nguyên Hoành 467-471-499 |  |  |                                              |                                              |                                              |                                              |                                              |                                              |  |  |                                                    |                                                    |                                                    |                                                    |                                                    |                                                    |  |  |                                                             |                                                             |                                                             |                                                             |                                                             |                                                             |  |  | Tiên Đế Nguyên Vũ 471-501                        | Tiên Đế Nguyên Vũ 471-501                        | Tiên Đế Nguyên Vũ 471-501                        | Tiên Đế Nguyên Vũ 471-501                        | Tiên Đế Nguyên Vũ 471-501                        | Tiên Đế Nguyên Vũ 471-501                        |  |  | Văn Mục Đế Nguyên Hiệp 473-508                      | Văn Mục Đế Nguyên Hiệp 473-508                      | Văn Mục Đế Nguyên Hiệp 473-508                      | Văn Mục Đế Nguyên Hiệp 473-508                      | Văn Mục Đế Nguyên Hiệp 473-508                      | Văn Mục Đế Nguyên Hiệp 473-508                      |                                               |                                               | Chương Vũ Trang Vũ vương Nguyên Dung ?-526    | Chương Vũ Trang Vũ vương Nguyên Dung ?-526    | Chương Vũ Trang Vũ vương Nguyên Dung ?-526 | Chương Vũ Trang Vũ vương Nguyên Dung ?-526 | Chương Vũ Trang Vũ vương Nguyên Dung ?-526 | Chương Vũ Trang Vũ vương Nguyên Dung ?-526 |  |  | (12)Trường Quảng vương Nguyên Diệp ?-530-531-532 | (12)Trường Quảng vương Nguyên Diệp ?-530-531-532 | (12)Trường Quảng vương Nguyên Diệp ?-530-531-532 | (12)Trường Quảng vương Nguyên Diệp ?-530-531-532 | (12)Trường Quảng vương Nguyên Diệp ?-530-531-532 | (12)Trường Quảng vương Nguyên Diệp ?-530-531-532 |  |  |  |  |  |  |  |  |  |  |  |  |  |  |  |  |  |  |  |  |
|                                                 |                                                 |                                                 |                                                 |                                                 |                                                 |                             |                             |                                               |                                               |                                               |                                               |                                               |                                               |  |  |                                                  |                                                  |                                                  |                                                  |                                                  |                                                  |  |  |                                              |                                              |                                              |                                              |                                              |                                              |  |  |                                                    |                                                    |                                                    |                                                    |                                                    |                                                    |  |  |                                                             |                                                             |                                                             |                                                             |                                                             |                                                             |  |  |                                                  |                                                  |                                                  |                                                  |                                                  |                                                  |  |  |                                                     |                                                     |                                                     |                                                     |                                                     |                                                     |                                               |                                               |                                               |                                               |                                            |                                            |                                            |                                            |  |  |                                                  |                                                  |                                                  |                                                  |                                                  |                                                  |  |  |  |  |  |  |  |  |  |  |  |  |  |  |  |  |  |  |  |  |
| (8)Bắc Ngụy Tuyên Vũ Đế Nguyên Khác 483-499-515 | (8)Bắc Ngụy Tuyên Vũ Đế Nguyên Khác 483-499-515 | (8)Bắc Ngụy Tuyên Vũ Đế Nguyên Khác 483-499-515 | (8)Bắc Ngụy Tuyên Vũ Đế Nguyên Khác 483-499-515 | (8)Bắc Ngụy Tuyên Vũ Đế Nguyên Khác 483-499-515 | (8)Bắc Ngụy Tuyên Vũ Đế Nguyên Khác 483-499-515 |                             |                             | Vũ Mục Đế Nguyên Hoài 488-517                 | Vũ Mục Đế Nguyên Hoài 488-517                 | Vũ Mục Đế Nguyên Hoài 488-517                 | Vũ Mục Đế Nguyên Hoài 488-517                 | Vũ Mục Đế Nguyên Hoài 488-517                 | Vũ Mục Đế Nguyên Hoài 488-517                 |  |  | Văn Cảnh Đế Nguyên Du 488-508                    | Văn Cảnh Đế Nguyên Du 488-508                    | Văn Cảnh Đế Nguyên Du 488-508                    | Văn Cảnh Đế Nguyên Du 488-508                    | Văn Cảnh Đế Nguyên Du 488-508                    | Văn Cảnh Đế Nguyên Du 488-508                    |  |  |                                              |                                              |                                              |                                              |                                              |                                              |  |  |                                                    |                                                    |                                                    |                                                    |                                                    |                                                    |  |  | Thanh Hà Văn Hiến vương Nguyên Dịch 487-520                 | Thanh Hà Văn Hiến vương Nguyên Dịch 487-520                 | Thanh Hà Văn Hiến vương Nguyên Dịch 487-520                 | Thanh Hà Văn Hiến vương Nguyên Dịch 487-520                 | Thanh Hà Văn Hiến vương Nguyên Dịch 487-520                 | Thanh Hà Văn Hiến vương Nguyên Dịch 487-520                 |  |  | (13)Bắc Ngụy Tiết Mẫn Đế Nguyên Cung 498-531-532 | (13)Bắc Ngụy Tiết Mẫn Đế Nguyên Cung 498-531-532 | (13)Bắc Ngụy Tiết Mẫn Đế Nguyên Cung 498-531-532 | (13)Bắc Ngụy Tiết Mẫn Đế Nguyên Cung 498-531-532 | (13)Bắc Ngụy Tiết Mẫn Đế Nguyên Cung 498-531-532 | (13)Bắc Ngụy Tiết Mẫn Đế Nguyên Cung 498-531-532 |  |  | (11)Bắc Ngụy Hiếu Trang Đế Nguyên Tử Du 507-528-530 | (11)Bắc Ngụy Hiếu Trang Đế Nguyên Tử Du 507-528-530 | (11)Bắc Ngụy Hiếu Trang Đế Nguyên Tử Du 507-528-530 | (11)Bắc Ngụy Hiếu Trang Đế Nguyên Tử Du 507-528-530 | (11)Bắc Ngụy Hiếu Trang Đế Nguyên Tử Du 507-528-530 | (11)Bắc Ngụy Hiếu Trang Đế Nguyên Tử Du 507-528-530 |                                               |                                               | (14)An Định vương Nguyên Lãng 513-531-532     | (14)An Định vương Nguyên Lãng 513-531-532     | (14)An Định vương Nguyên Lãng 513-531-532  | (14)An Định vương Nguyên Lãng 513-531-532  | (14)An Định vương Nguyên Lãng 513-531-532  | (14)An Định vương Nguyên Lãng 513-531-532  |  |  |                                                  |                                                  |                                                  |                                                  |                                                  |                                                  |  |  |  |  |  |  |  |  |  |  |  |  |  |  |  |  |  |  |  |  |
| (8)Bắc Ngụy Tuyên Vũ Đế Nguyên Khác 483-499-515 | (8)Bắc Ngụy Tuyên Vũ Đế Nguyên Khác 483-499-515 | (8)Bắc Ngụy Tuyên Vũ Đế Nguyên Khác 483-499-515 | (8)Bắc Ngụy Tuyên Vũ Đế Nguyên Khác 483-499-515 | (8)Bắc Ngụy Tuyên Vũ Đế Nguyên Khác 483-499-515 | (8)Bắc Ngụy Tuyên Vũ Đế Nguyên Khác 483-499-515 |                             |                             | Vũ Mục Đế Nguyên Hoài 488-517                 | Vũ Mục Đế Nguyên Hoài 488-517                 | Vũ Mục Đế Nguyên Hoài 488-517                 | Vũ Mục Đế Nguyên Hoài 488-517                 | Vũ Mục Đế Nguyên Hoài 488-517                 | Vũ Mục Đế Nguyên Hoài 488-517                 |  |  | Văn Cảnh Đế Nguyên Du 488-508                    | Văn Cảnh Đế Nguyên Du 488-508                    | Văn Cảnh Đế Nguyên Du 488-508                    | Văn Cảnh Đế Nguyên Du 488-508                    | Văn Cảnh Đế Nguyên Du 488-508                    | Văn Cảnh Đế Nguyên Du 488-508                    |  |  |                                              |                                              |                                              |                                              |                                              |                                              |  |  |                                                    |                                                    |                                                    |                                                    |                                                    |                                                    |  |  | Thanh Hà Văn Hiến vương Nguyên Dịch 487-520                 | Thanh Hà Văn Hiến vương Nguyên Dịch 487-520                 | Thanh Hà Văn Hiến vương Nguyên Dịch 487-520                 | Thanh Hà Văn Hiến vương Nguyên Dịch 487-520                 | Thanh Hà Văn Hiến vương Nguyên Dịch 487-520                 | Thanh Hà Văn Hiến vương Nguyên Dịch 487-520                 |  |  | (13)Bắc Ngụy Tiết Mẫn Đế Nguyên Cung 498-531-532 | (13)Bắc Ngụy Tiết Mẫn Đế Nguyên Cung 498-531-532 | (13)Bắc Ngụy Tiết Mẫn Đế Nguyên Cung 498-531-532 | (13)Bắc Ngụy Tiết Mẫn Đế Nguyên Cung 498-531-532 | (13)Bắc Ngụy Tiết Mẫn Đế Nguyên Cung 498-531-532 | (13)Bắc Ngụy Tiết Mẫn Đế Nguyên Cung 498-531-532 |  |  | (11)Bắc Ngụy Hiếu Trang Đế Nguyên Tử Du 507-528-530 | (11)Bắc Ngụy Hiếu Trang Đế Nguyên Tử Du 507-528-530 | (11)Bắc Ngụy Hiếu Trang Đế Nguyên Tử Du 507-528-530 | (11)Bắc Ngụy Hiếu Trang Đế Nguyên Tử Du 507-528-530 | (11)Bắc Ngụy Hiếu Trang Đế Nguyên Tử Du 507-528-530 | (11)Bắc Ngụy Hiếu Trang Đế Nguyên Tử Du 507-528-530 |                                               |                                               | (14)An Định vương Nguyên Lãng 513-531-532     | (14)An Định vương Nguyên Lãng 513-531-532     | (14)An Định vương Nguyên Lãng 513-531-532  | (14)An Định vương Nguyên Lãng 513-531-532  | (14)An Định vương Nguyên Lãng 513-531-532  | (14)An Định vương Nguyên Lãng 513-531-532  |  |  |                                                  |                                                  |                                                  |                                                  |                                                  |                                                  |  |  |  |  |  |  |  |  |  |  |  |  |  |  |  |  |  |  |  |  |
|                                                 |                                                 |                                                 |                                                 |                                                 |                                                 |                             |                             |                                               |                                               |                                               |                                               |                                               |                                               |  |  |                                                  |                                                  |                                                  |                                                  |                                                  |                                                  |  |  |                                              |                                              |                                              |                                              |                                              |                                              |  |  |                                                    |                                                    |                                                    |                                                    |                                                    |                                                    |  |  |                                                             |                                                             |                                                             |                                                             |                                                             |                                                             |  |  |                                                  |                                                  |                                                  |                                                  |                                                  |                                                  |  |  |                                                     |                                                     |                                                     |                                                     |                                                     |                                                     |                                               |                                               |                                               |                                               |                                            |                                            |                                            |                                            |  |  |                                                  |                                                  |                                                  |                                                  |                                                  |                                                  |  |  |  |  |  |  |  |  |  |  |  |  |  |  |  |  |  |  |  |  |
|                                                 |                                                 |                                                 |                                                 |                                                 |                                                 |                             |                             |                                               |                                               |                                               |                                               |                                               |                                               |  |  |                                                  |                                                  |                                                  |                                                  |                                                  |                                                  |  |  | Tây Ngụy                                     |                                              |                                              |                                              |                                              |                                              |  |  |                                                    |                                                    |                                                    |                                                    |                                                    |                                                    |  |  |                                                             |                                                             |                                                             |                                                             |                                                             |                                                             |  |  |                                                  |                                                  |                                                  |                                                  |                                                  |                                                  |  |  |                                                     |                                                     |                                                     |                                                     |                                                     |                                                     |                                               |                                               |                                               |                                               |                                            |                                            |                                            |                                            |  |  |                                                  |                                                  |                                                  |                                                  |                                                  |                                                  |  |  |  |  |  |  |  |  |  |  |  |  |  |  |  |  |  |  |  |  |
| (9)Bắc Ngụy Hiếu Minh Đế Nguyên Hủ 510-515-528  | (9)Bắc Ngụy Hiếu Minh Đế Nguyên Hủ 510-515-528  | (9)Bắc Ngụy Hiếu Minh Đế Nguyên Hủ 510-515-528  | (9)Bắc Ngụy Hiếu Minh Đế Nguyên Hủ 510-515-528  | (9)Bắc Ngụy Hiếu Minh Đế Nguyên Hủ 510-515-528  | (9)Bắc Ngụy Hiếu Minh Đế Nguyên Hủ 510-515-528  |                             |                             | (15)Bắc Ngụy Hiếu Vũ Đế Nguyên Tu 510-532-534 | (15)Bắc Ngụy Hiếu Vũ Đế Nguyên Tu 510-532-534 | (15)Bắc Ngụy Hiếu Vũ Đế Nguyên Tu 510-532-534 | (15)Bắc Ngụy Hiếu Vũ Đế Nguyên Tu 510-532-534 | (15)Bắc Ngụy Hiếu Vũ Đế Nguyên Tu 510-532-534 | (15)Bắc Ngụy Hiếu Vũ Đế Nguyên Tu 510-532-534 |  |  | Lâm Thao vương Nguyên Bảo Huy ?-?                | Lâm Thao vương Nguyên Bảo Huy ?-?                | Lâm Thao vương Nguyên Bảo Huy ?-?                | Lâm Thao vương Nguyên Bảo Huy ?-?                | Lâm Thao vương Nguyên Bảo Huy ?-?                | Lâm Thao vương Nguyên Bảo Huy ?-?                |  |  | (1)Tây Ngụy Văn Đế Nguyên Bảo Cự 507-535-551 | (1)Tây Ngụy Văn Đế Nguyên Bảo Cự 507-535-551 | (1)Tây Ngụy Văn Đế Nguyên Bảo Cự 507-535-551 | (1)Tây Ngụy Văn Đế Nguyên Bảo Cự 507-535-551 | (1)Tây Ngụy Văn Đế Nguyên Bảo Cự 507-535-551 | (1)Tây Ngụy Văn Đế Nguyên Bảo Cự 507-535-551 |  |  |                                                    |                                                    |                                                    |                                                    |                                                    |                                                    |  |  | Thanh Hà Văn Tuyên vương Nguyên Đản ?-537                   | Thanh Hà Văn Tuyên vương Nguyên Đản ?-537                   | Thanh Hà Văn Tuyên vương Nguyên Đản ?-537                   | Thanh Hà Văn Tuyên vương Nguyên Đản ?-537                   | Thanh Hà Văn Tuyên vương Nguyên Đản ?-537                   | Thanh Hà Văn Tuyên vương Nguyên Đản ?-537                   |  |  |                                                  |                                                  |                                                  |                                                  |                                                  |                                                  |  |  |                                                     |                                                     |                                                     |                                                     |                                                     |                                                     |                                               |                                               |                                               |                                               |                                            |                                            |                                            |                                            |  |  |                                                  |                                                  |                                                  |                                                  |                                                  |                                                  |  |  |  |  |  |  |  |  |  |  |  |  |  |  |  |  |  |  |  |  |
| (9)Bắc Ngụy Hiếu Minh Đế Nguyên Hủ 510-515-528  | (9)Bắc Ngụy Hiếu Minh Đế Nguyên Hủ 510-515-528  | (9)Bắc Ngụy Hiếu Minh Đế Nguyên Hủ 510-515-528  | (9)Bắc Ngụy Hiếu Minh Đế Nguyên Hủ 510-515-528  | (9)Bắc Ngụy Hiếu Minh Đế Nguyên Hủ 510-515-528  | (9)Bắc Ngụy Hiếu Minh Đế Nguyên Hủ 510-515-528  |                             |                             | (15)Bắc Ngụy Hiếu Vũ Đế Nguyên Tu 510-532-534 | (15)Bắc Ngụy Hiếu Vũ Đế Nguyên Tu 510-532-534 | (15)Bắc Ngụy Hiếu Vũ Đế Nguyên Tu 510-532-534 | (15)Bắc Ngụy Hiếu Vũ Đế Nguyên Tu 510-532-534 | (15)Bắc Ngụy Hiếu Vũ Đế Nguyên Tu 510-532-534 | (15)Bắc Ngụy Hiếu Vũ Đế Nguyên Tu 510-532-534 |  |  | Lâm Thao vương Nguyên Bảo Huy ?-?                | Lâm Thao vương Nguyên Bảo Huy ?-?                | Lâm Thao vương Nguyên Bảo Huy ?-?                | Lâm Thao vương Nguyên Bảo Huy ?-?                | Lâm Thao vương Nguyên Bảo Huy ?-?                | Lâm Thao vương Nguyên Bảo Huy ?-?                |  |  | (1)Tây Ngụy Văn Đế Nguyên Bảo Cự 507-535-551 | (1)Tây Ngụy Văn Đế Nguyên Bảo Cự 507-535-551 | (1)Tây Ngụy Văn Đế Nguyên Bảo Cự 507-535-551 | (1)Tây Ngụy Văn Đế Nguyên Bảo Cự 507-535-551 | (1)Tây Ngụy Văn Đế Nguyên Bảo Cự 507-535-551 | (1)Tây Ngụy Văn Đế Nguyên Bảo Cự 507-535-551 |  |  |                                                    |                                                    |                                                    |                                                    |                                                    |                                                    |  |  | Thanh Hà Văn Tuyên vương Nguyên Đản ?-537                   | Thanh Hà Văn Tuyên vương Nguyên Đản ?-537                   | Thanh Hà Văn Tuyên vương Nguyên Đản ?-537                   | Thanh Hà Văn Tuyên vương Nguyên Đản ?-537                   | Thanh Hà Văn Tuyên vương Nguyên Đản ?-537                   | Thanh Hà Văn Tuyên vương Nguyên Đản ?-537                   |  |  |                                                  |                                                  |                                                  |                                                  |                                                  |                                                  |  |  |                                                     |                                                     |                                                     |                                                     |                                                     |                                                     |                                               |                                               |                                               |                                               |                                            |                                            |                                            |                                            |  |  |                                                  |                                                  |                                                  |                                                  |                                                  |                                                  |  |  |  |  |  |  |  |  |  |  |  |  |  |  |  |  |  |  |  |  |
|                                                 |                                                 |                                                 |                                                 |                                                 |                                                 |                             |                             |                                               |                                               |                                               |                                               |                                               |                                               |  |  |                                                  |                                                  |                                                  |                                                  |                                                  |                                                  |  |  |                                              |                                              |                                              |                                              |                                              |                                              |  |  |                                                    |                                                    |                                                    |                                                    |                                                    |                                                    |  |  |                                                             |                                                             |                                                             |                                                             |                                                             |                                                             |  |  |                                                  |                                                  |                                                  |                                                  |                                                  |                                                  |  |  |                                                     |                                                     |                                                     |                                                     |                                                     |                                                     |                                               |                                               |                                               |                                               |                                            |                                            |                                            |                                            |  |  |                                                  |                                                  |                                                  |                                                  |                                                  |                                                  |  |  |  |  |  |  |  |  |  |  |  |  |  |  |  |  |  |  |  |  |
|                                                 |                                                 |                                                 |                                                 |                                                 |                                                 |                             |                             |                                               |                                               |                                               |                                               |                                               |                                               |  |  |                                                  |                                                  |                                                  |                                                  |                                                  |                                                  |  |  |                                              |                                              |                                              |                                              |                                              |                                              |  |  |                                                    |                                                    |                                                    |                                                    |                                                    |                                                    |  |  | Đông Ngụy                                                   |                                                             |                                                             |                                                             |                                                             |                                                             |  |  |                                                  |                                                  |                                                  |                                                  |                                                  |                                                  |  |  |                                                     |                                                     |                                                     |                                                     |                                                     |                                                     |                                               |                                               |                                               |                                               |                                            |                                            |                                            |                                            |  |  |                                                  |                                                  |                                                  |                                                  |                                                  |                                                  |  |  |  |  |  |  |  |  |  |  |  |  |  |  |  |  |  |  |  |  |
| Tuyên Đế Nguyên thị 528-?                       | Tuyên Đế Nguyên thị 528-?                       | Tuyên Đế Nguyên thị 528-?                       | Tuyên Đế Nguyên thị 528-?                       | Tuyên Đế Nguyên thị 528-?                       | Tuyên Đế Nguyên thị 528-?                       |                             |                             |                                               |                                               |                                               |                                               |                                               |                                               |  |  | (10)Bắc Ngụy Ấu Chủ 526-528                      | (10)Bắc Ngụy Ấu Chủ 526-528                      | (10)Bắc Ngụy Ấu Chủ 526-528                      | (10)Bắc Ngụy Ấu Chủ 526-528                      | (10)Bắc Ngụy Ấu Chủ 526-528                      | (10)Bắc Ngụy Ấu Chủ 526-528                      |  |  | (2)Tây Ngụy Phế Đế Nguyên Khâm 525-551-554   | (2)Tây Ngụy Phế Đế Nguyên Khâm 525-551-554   | (2)Tây Ngụy Phế Đế Nguyên Khâm 525-551-554   | (2)Tây Ngụy Phế Đế Nguyên Khâm 525-551-554   | (2)Tây Ngụy Phế Đế Nguyên Khâm 525-551-554   | (2)Tây Ngụy Phế Đế Nguyên Khâm 525-551-554   |  |  | (3)Tây Ngụy Cung Đế Nguyên Khuếch 537-554-557      | (3)Tây Ngụy Cung Đế Nguyên Khuếch 537-554-557      | (3)Tây Ngụy Cung Đế Nguyên Khuếch 537-554-557      | (3)Tây Ngụy Cung Đế Nguyên Khuếch 537-554-557      | (3)Tây Ngụy Cung Đế Nguyên Khuếch 537-554-557      | (3)Tây Ngụy Cung Đế Nguyên Khuếch 537-554-557      |  |  | (1)Đông Ngụy Hiếu Tĩnh Đế Nguyên Thiện Kiến 524-534-550-551 | (1)Đông Ngụy Hiếu Tĩnh Đế Nguyên Thiện Kiến 524-534-550-551 | (1)Đông Ngụy Hiếu Tĩnh Đế Nguyên Thiện Kiến 524-534-550-551 | (1)Đông Ngụy Hiếu Tĩnh Đế Nguyên Thiện Kiến 524-534-550-551 | (1)Đông Ngụy Hiếu Tĩnh Đế Nguyên Thiện Kiến 524-534-550-551 | (1)Đông Ngụy Hiếu Tĩnh Đế Nguyên Thiện Kiến 524-534-550-551 |  |  |                                                  |                                                  |                                                  |                                                  |                                                  |                                                  |  |  |                                                     |                                                     |                                                     |                                                     |                                                     |                                                     |                                               |                                               |                                               |                                               |                                            |                                            |                                            |                                            |  |  |                                                  |                                                  |                                                  |                                                  |                                                  |                                                  |  |  |  |  |  |  |  |  |  |  |  |  |  |  |  |  |  |  |  |  |

| Thụy hiệu (諡號)     | Họ, tên                  | Trị vì  | Niên hiệu (年號), thời gian dùng |
| -------------------- | ------------------------ | ------- | -------------------------------- |
| Nhà Tây Ngụy 535-556 |                          |         |                                  |
| Văn Đế (文帝)        | Nguyên Bảo Cự (元寶炬)   | 535-551 | Đại Thống (大統) 535-551         |
| Phế Đế (廢帝)        | Nguyên Khâm (元欽)       | 552-554 | Không có                         |
| Cung Đế (恭帝)       | Thác Bạt Khuếch (拓拔廓) | 554-556 | Không có                         |

## Bát trụ quốc
1. Sứ trì tiết ・ Tổng bách quỹ ・ Trụ quốc đại tướng quân ・ Đốc trung ngoại chư quân sự ・ Lục thượng thư sự ・ Đại hành đài ・ Khai quốc công quận An Định Vũ Văn Thái
2. Sứ trì tiết ・ Thái úy ・ Trụ quốc đại tướng quân ・ Đại đô đốc ・ Thượng thư Tả bộc xạ ・ Lũng Hữu hành đài ・ Thiếu sư ・ Khai quốc công quận Lũng Tây Lý Hổ
3. Sứ trì tiết ・ Thái phó ・ Trụ quốc đại tướng quân ・ Đại tông bá ・ Đại tư đồ ・ Quảng Lăng vương Nguyên Hân
4. Sứ trì tiết ・ Thái bảo ・ Trụ quốc đại tướng quân ・ Đại đô đốc ・ Đại tông bá ・ Khai quốc công Triệu quận Lý Bật
5. Sứ trì tiết ・ Trụ quốc đại tướng quân ・ Đại đô đốc ・ Đại tư mã ・ Khai quốc công quận Hà Nội Độc Cô Tín
6. Sứ trì tiết ・ Trụ quốc đại tướng quân ・ Đại đô đốc ・ Đại tư khấu ・ Khai quốc công quận Nam Dương Triệu Quý
7. Sứ trì tiết ・ Trụ quốc đại tướng quân ・ Đại đô đốc ・ Đại tư không ・ Khai quốc công quận Thường Sơn Vu Cẩn
8. Sứ trì tiết ・ Trụ quốc đại tướng quân ・ Đại đô đốc ・ Thiếu phó ・ Khai quốc công quận Bành Thành Hầu Mạc Trần Sùng

## 12 Đại tướng quân
1. Sứ trì tiết ・ Đại tướng quân ・ Đại đô đốc ・ Thiếu bảo ・ Quảng Bình Vương Nguyên Tán
2. Sứ trì tiết ・ Đại tướng quân ・ Đại đô đốc ・ Hoài An vương Nguyên Dục
3. Sứ trì tiết ・ Đại tướng quân ・ Đại đô đốc ・ Tề vương Nguyên Khuếch
4. Sứ trì tiết ・ Đại tướng quân ・ Đại đô đốc ・ Tần Thất Châu chư quân sự ・ Thứ sử Tần Châu ・ Khai quốc công quận Chương Vũ Vũ Văn Đạo
5. Sứ trì tiết ・ Đại tướng quân ・ Đại đô đốc ・ Khai quốc công quận Bình Nguyên Hầu Mạc Trần Thuận
6. Sứ trì tiết ・ Đại tướng quân ・ Đại đô đốc ・ Ung Thất Châu chư quân sự ・ Thứ sử Ung Châu ・ Khai quốc công quận Cao Dương Đạt Hề Vũ
7. Sứ trì tiết ・ Đại tướng quân ・ Đại đô đốc ・ Dương Bình công Lý Viễn
8. Sứ trì tiết ・ Đại tướng quân ・ Đại đô đốc ・ Khai quốc công quận Phạm Dương Đậu Lư Ninh
9. Sứ trì tiết ・ Đại tướng quân ・ Đại đô đốc ・ Khai quốc công quận Hóa Chính Vũ Văn Quý
10. Sứ trì tiết ・ Đại tướng quân ・ Đại đô đốc ・ Kinh Châu chư quân sự ・ Thứ sử Kinh Châu ・ Khai quốc công quận Bác Lăng Hạ Lan Tường
11. Sứ trì tiết ・ Đại tướng quân ・ Đại đô đốc ・ Khai quốc công quận Trần Lưu Dương Trung
12. Sứ trì tiết ・ Đại tướng quân ・ Đại đô đốc ・ Kì châu chư quân sự ・ Thứ sử Kỳ Châu ・ Khai quốc công quận Vũ Uy Vương Hùng